# Лестница

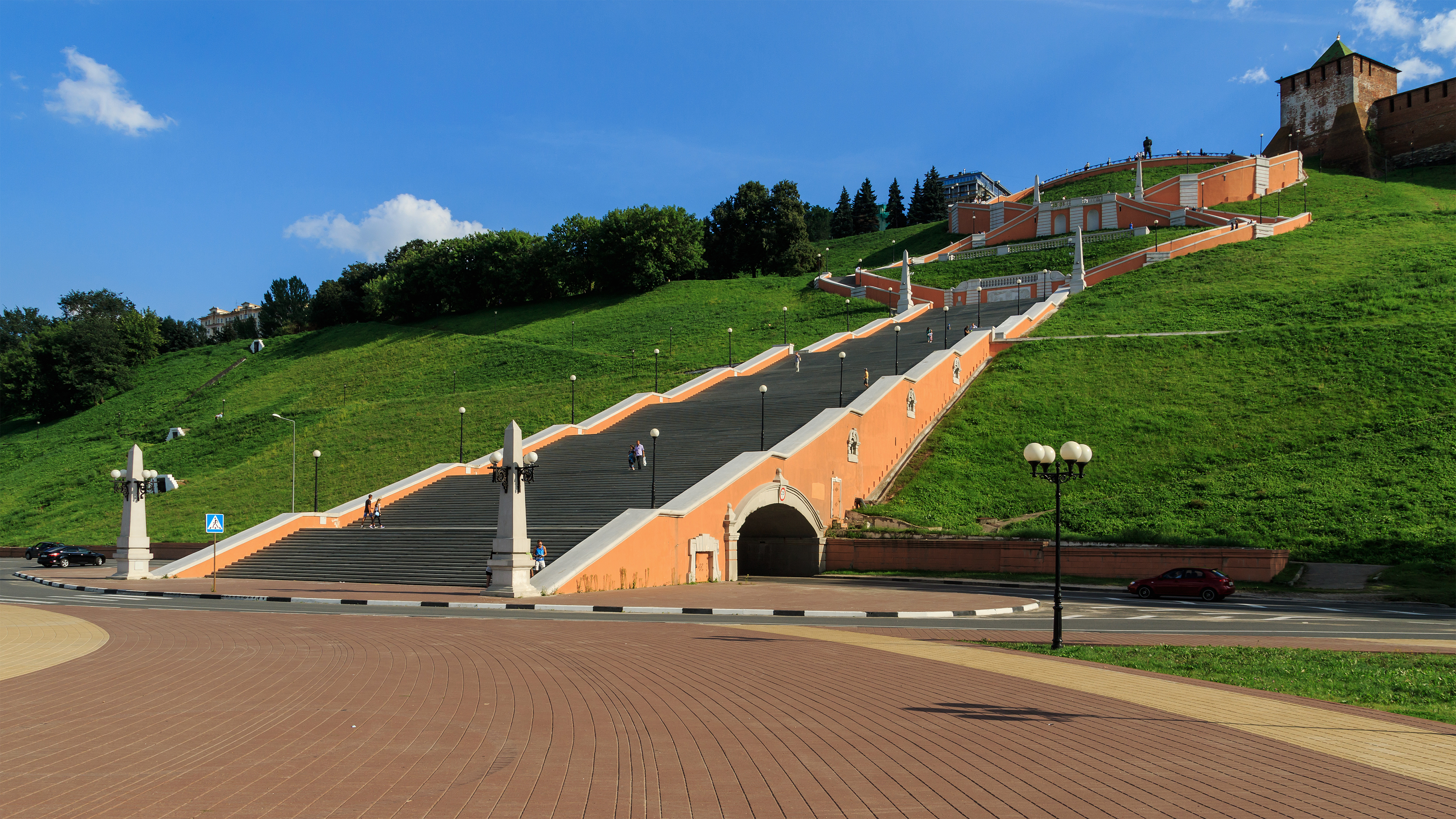
Чкаловская лестница в Нижнем Новгороде

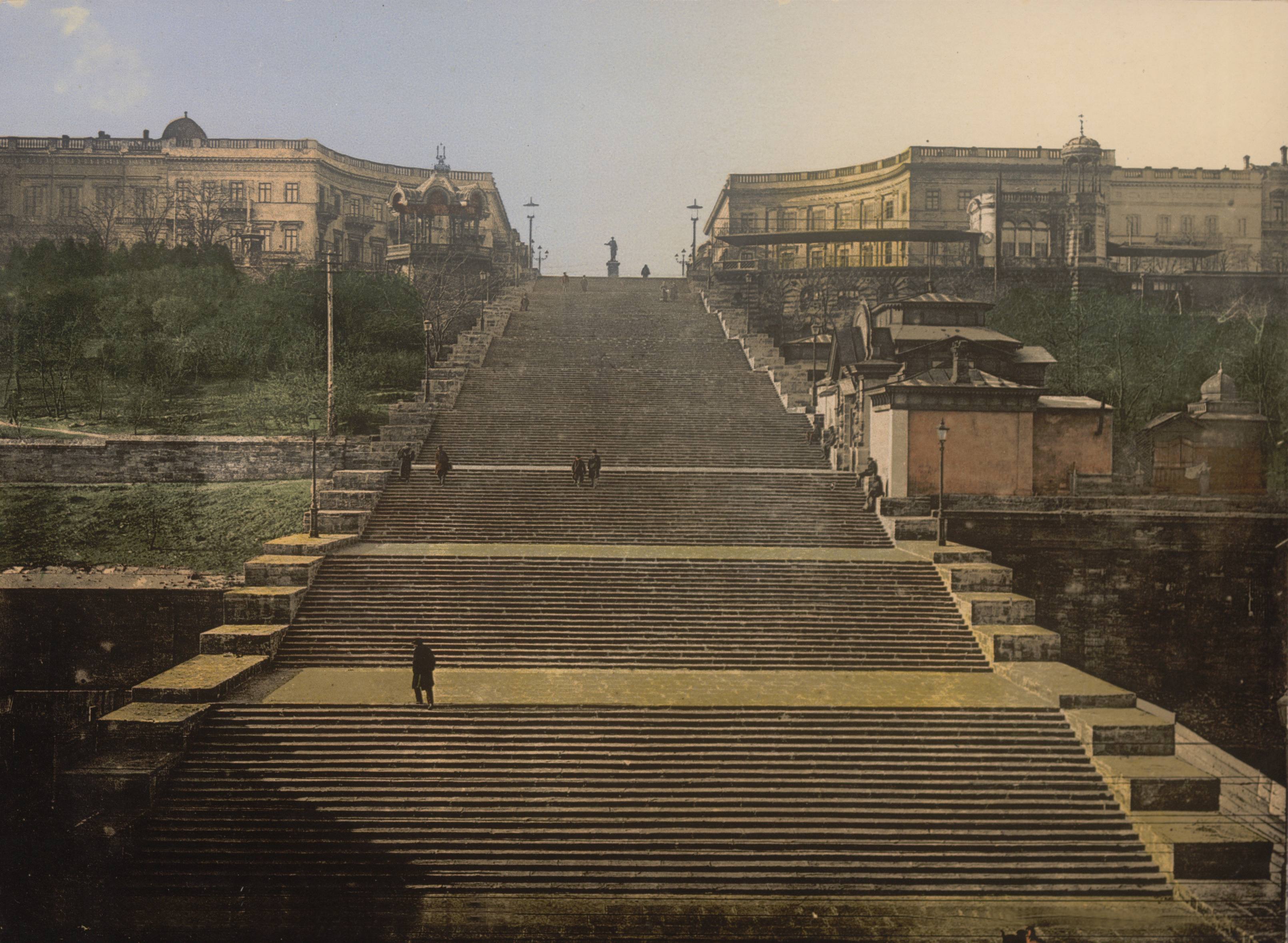
Потёмкинская лестница в Одессе

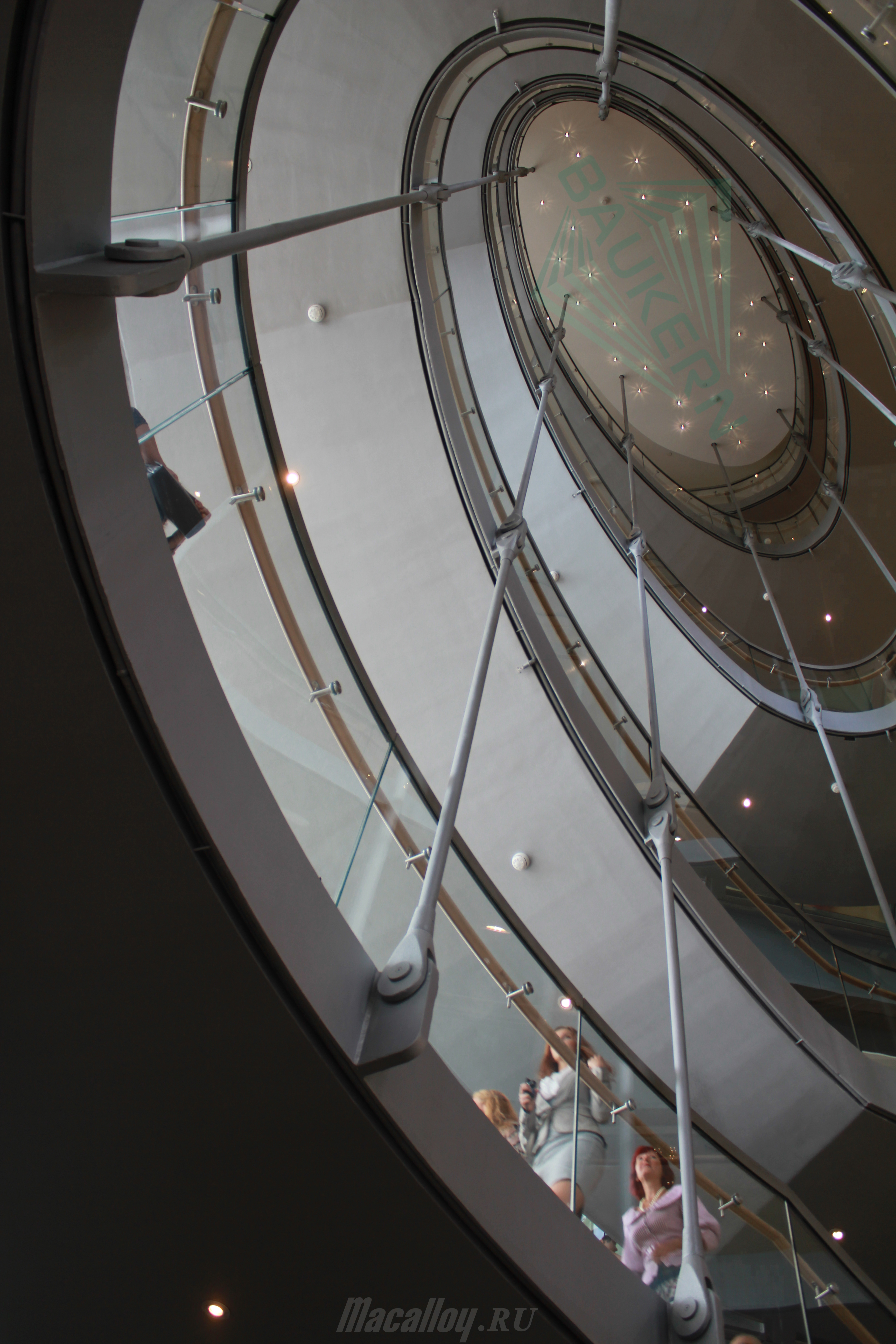
Лестница в Мариинском театре на подвесках диаметром 52 мм

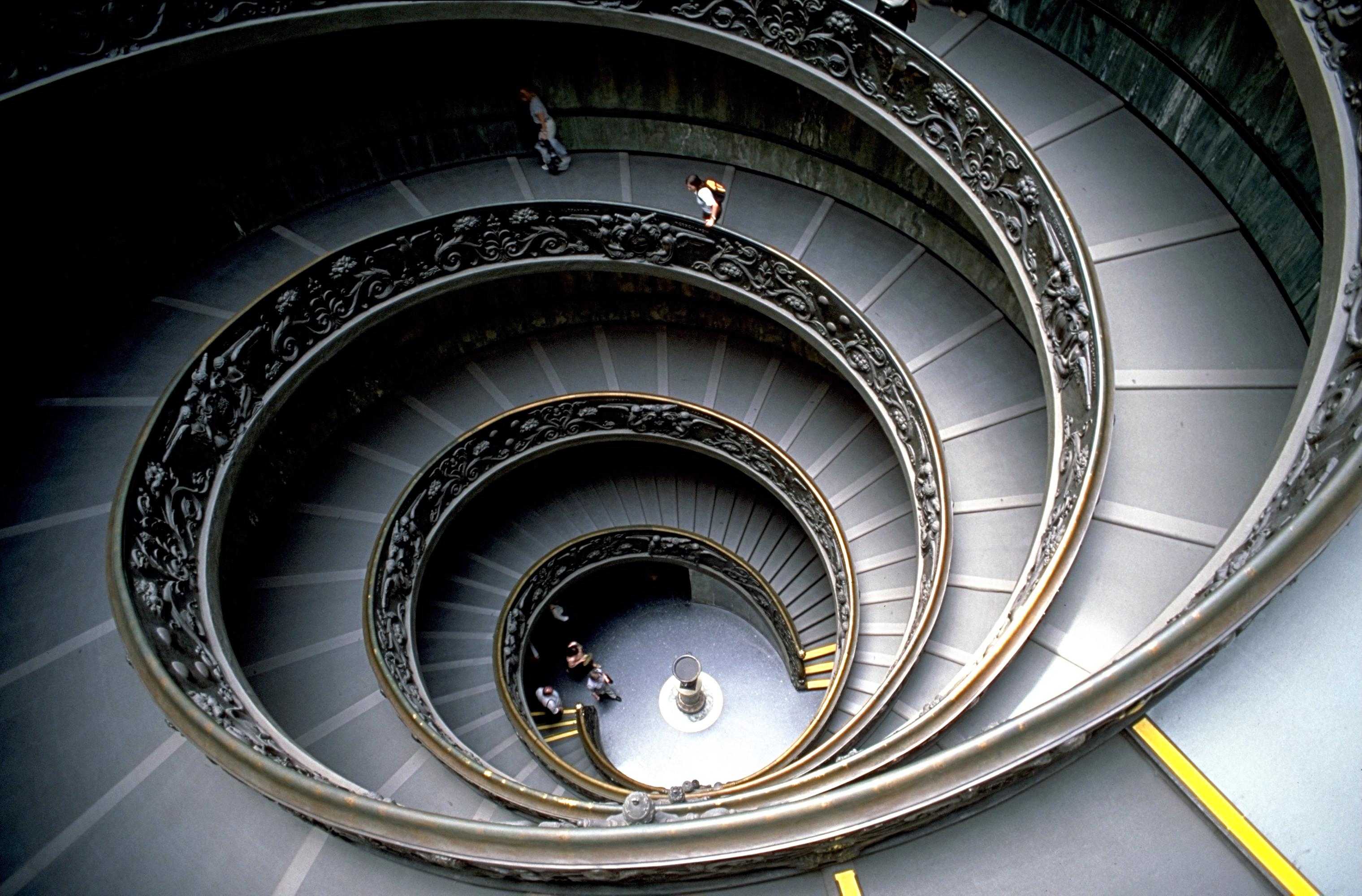
Лестница Браманте в Ватиканском музее

Ле́стница (праслав. *lěstvica, от *lězti; однокоренное — рус. лезть) — функциональный и конструктивный элемент, обеспечивающий вертикальные связи. Лестница состоит из ряда ступеней. Обычно этот термин применяется к элементам зданий (или сооружений), являющимся несущей конструкцией. Термин используется также для помещения лестничной клетки (см. многоквартирный дом), подъёмных элементов служебных машин (например, пожарной), трапов судов, самолётов, вертолётов, верёвочных лестниц, садовых стремянок, эскалаторов.

## История

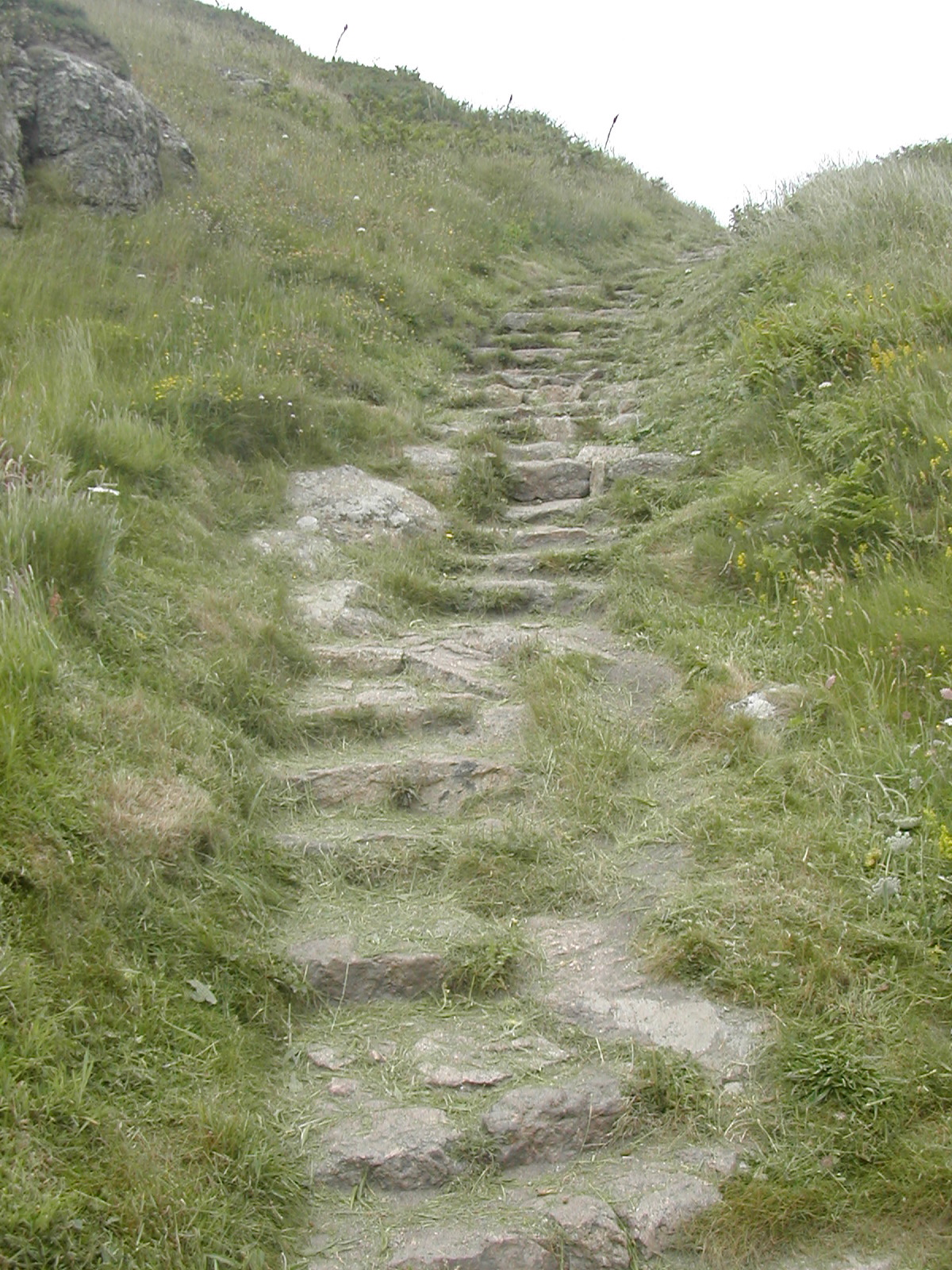
Козья тропа

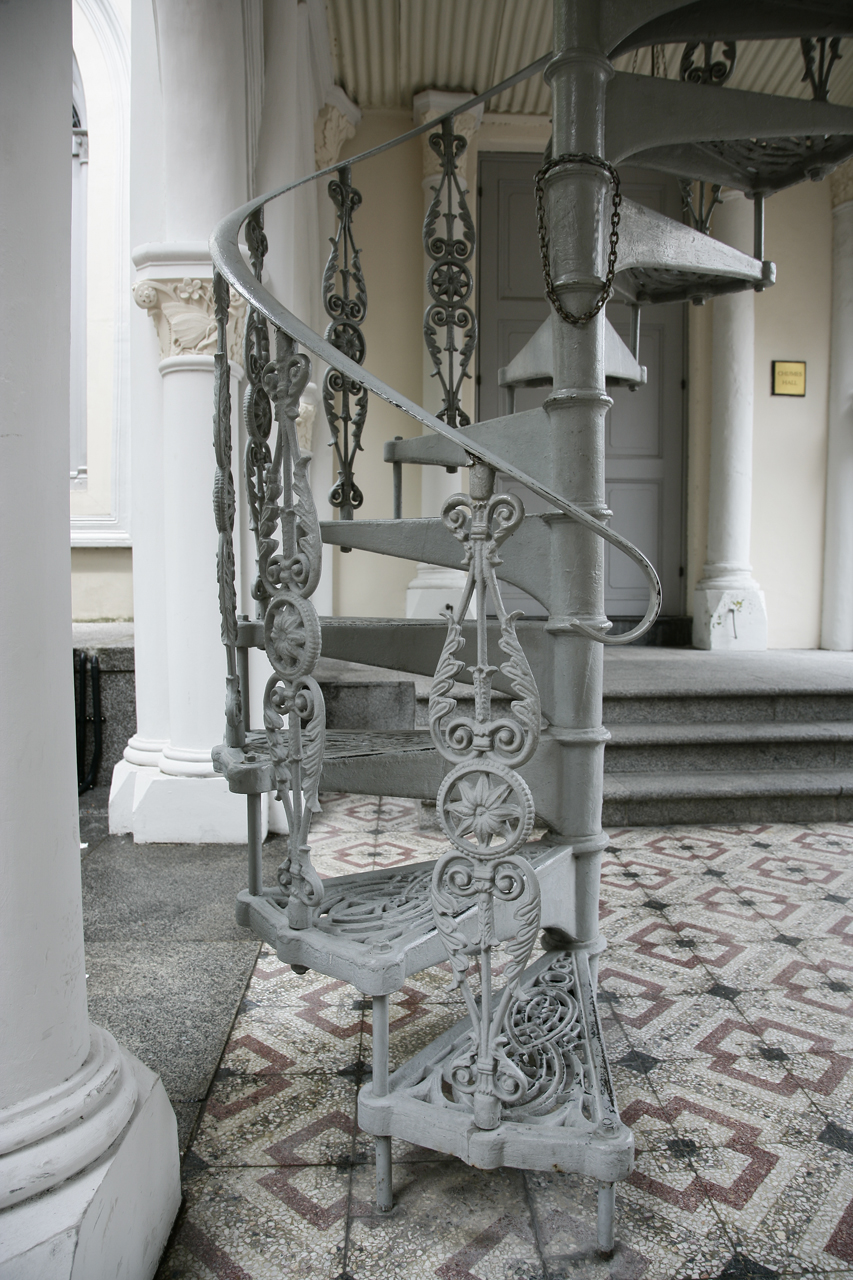
Металлическая винтовая лестница

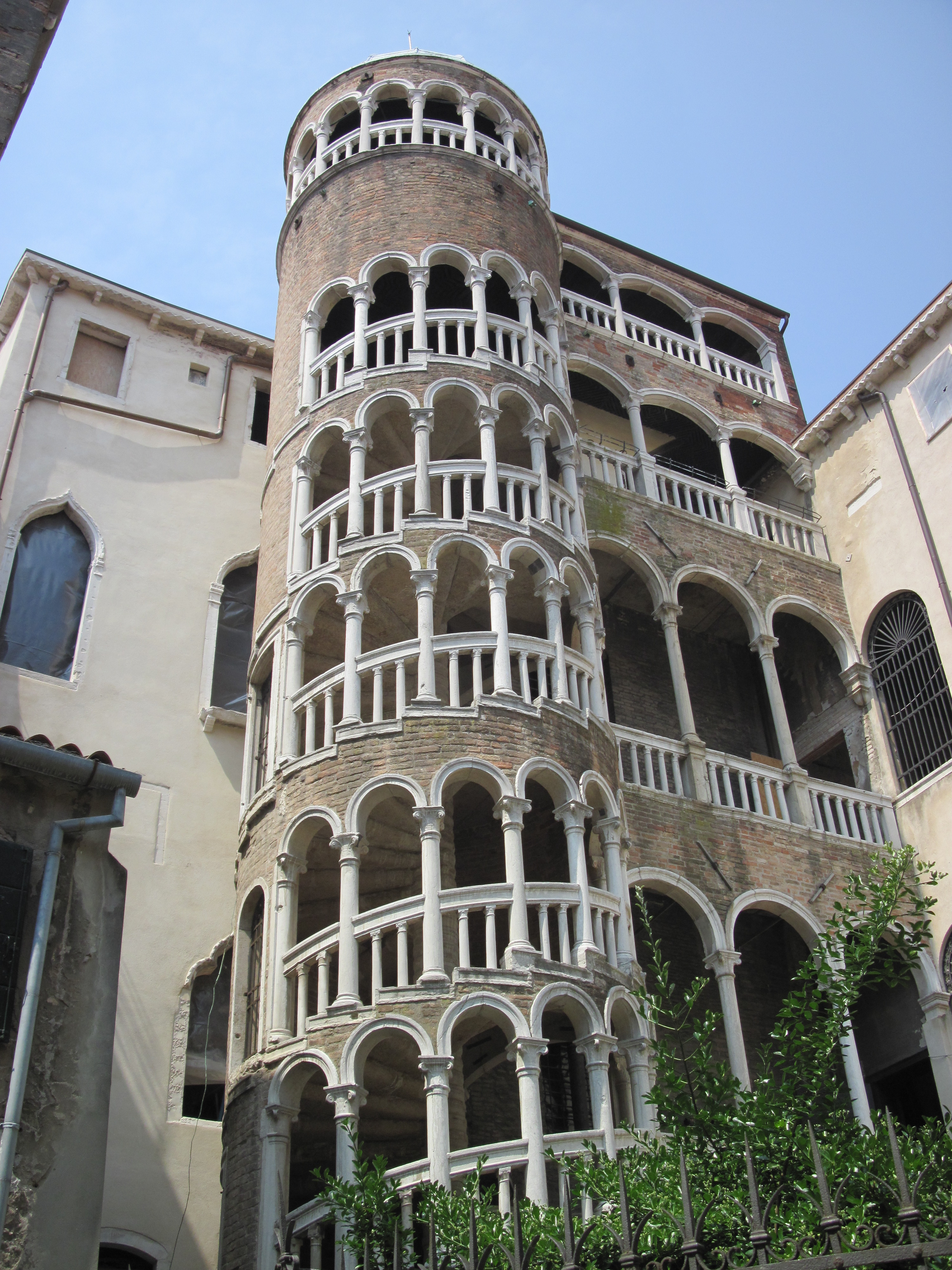
Винтовая лестница-башня в Палаццо Контарини дель Боволо в Венеции

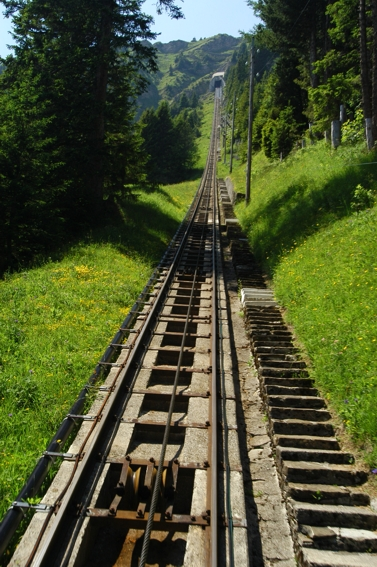
Самая длинная в мире лестница в фуникулёре Niesenbahn в Швейцарии имеет 11674 ступеней

Винтовая лестница без центрального столба. Замок Тевтонского ордена. Бад Мергентхайм

Первые лестницы возникли во времена первых поселений человека. Первобытные люди переняли опыт у животных, поднимаясь в гору по так называемым «козьим тропам», напоминающим корявую лестницу.
В 2004 году в городе Хальштадт (Австрия), в древней соляной шахте учёные обнаружили прекрасно сохранившуюся деревянную лестницу. Эта лестница самая старая из всех известных на сегодняшний день. Раскопано лишь 6 метров ступеней. Соль позволила прекрасно сохраниться деревянным элементам лестницы. Учёные[кто?] утверждают, что она построена за 5000 лет до н. э.
Первые письменные свидетельства о технологии строительства лестниц были в Швейцарии, в 2005 году.
Лестницы племени майя были покрыты иероглифами и представляли собой важнейшую деталь пирамид.
В ассирийской архитектуре было традицией строить на возвышении. Во дворце Дария, построенного в 521 году до н. э. стенки лестницы, ведущие к большой ападане, были украшены воинов, львов, быков, шествия пленных, несущих дары.
Древние греки и римляне, возводившие колизеи, амфитеатры и храмы, не могли обойтись без массивных лестничных конструкций. Античные храмы строили на приподнятых платформах (стилобатах), состоящих из ряда ступеней. Иногда ступени достигали более 2-х м в высоту.
В Средние века замки имели оборонительные стены и башни, на которые поднимались по ступеням лестниц, и тёмные сырые подвалы и темницы, в которые по лестницам спускались. Создавались специальные лестничные гильдии, которые передавали секреты строительства лестниц из поколения в поколение; сооружение винтовых лестниц требовало специального математического расчёта.
Винтовые лестницы в башнях средневековых за́мков строились таким образом, чтобы подъём по ним осуществлялся по часовой стрелке. Это делалось для того, чтобы, в случае обороны замка, нападающий поднимался по лестнице левой рукой вперёд, что создаёт сложности при использовании холодного оружия, давая защитнику башни преимущество, так как наиболее сильный удар правой рукой можно нанести только справа налево, что было недоступно атакующим. Кроме того, если атакующий будет использовать для защиты щит, то он не сможет использовать оружие.
Во Франции готического периода особое внимание уделялось лестничным клеткам, которые часто делались выступающими из фасада и формировали главный вход в здание.
Во времена Возрождения, классицизма, барокко, рококо, модерна лестницы приобретали отпечаток эпохи, изгибались, извивались, украшались скульптурой, колоннами, коваными перилами.
Сэр Генри Уоттон, английский поэт, архитектор и дипломат в 1624 году писал: «Сделать хорошую лестницу — сложная архитектурная задача». Он рекомендовал хорошо освещать лестницу, чтобы никто не мог случайно упасть или споткнуться, оставлять достаточно места над головой, «чтобы поднимающемуся человеку хватало воздуха», подчёркивал значение широких ступеней и небольшого уклона, «так как ноги наши сильнее устают при подъёме, чем при спуске».
С развитием методов обработки материалов и освоением новых изменялись внешний вид и отделка лестниц.

## Классификация
Существуют разные классификации лестниц.

### По назначению
- Основные — предназначены для эвакуации людей и общего пользования
- Вспомогательные:
  - запасные лестницы — предусматриваются для аварийно-спасательных работ
  - служебные лестницы — предназначены для входа в подвал или чердачное помещение
  - кровельные лестницы — предназначены для безопасного обслуживания кровли и её элементов
- Внутридомовые (внутриквартирные) лестницы — служат для сообщения между этажами одной и той же квартиры или индивидуального малоэтажного дома
- Входные и парадные
- Садово-парковые
- Движущиеся лестницы (эскалаторы)

### По расположению
- Внутренние лестницы, размещаемые на лестничных клетках
- Внутренние открытые лестницы
- Наружные открытые лестницы
- Внутриквартирные

### По материалу изготовления
- Деревянные (чаще всего — дуб, сосна, бук, кедр, лиственница, ясень) — внутриквартирные, малоэтажных жилых домов
- Бетонные — основные лестницы гражданских и промышленных зданий
- Железобетонные
- Кирпичные
- Из естественных камней
- Из минеральных материалов (керамогранит, кафель)
- Металлические (нержавеющая сталь, алюминиевые сплавы, чугун, медь) — пожарные, аварийные, технические
- Кованые
- Верёвочные
- Из стекла. Для изготовления таких лестниц используется триплекс (три слоя стекла проклеены специальной полимерной плёнкой, что обеспечивает абсолютную безопасность стекла при разбивании)
- Из пластика
- Комбинированные лестницы (лестницы, в конструкции которых использованы комбинации различных материалов: металл-стекло; дерево-металл; металл-камень)

Применение того или иного материала зависит от функционального назначения лестницы, а также от условий её эксплуатации.

#### По основным несущим элементам
- На косоурах
- На тетивах
- На больцах — ступени соединены между собой специальными проставками (больцами), которые вместе с ступенями и поручнем образуют несущую конструкцию
- Подвесные тросовые
- Без тетив — ступени и подступенки крепятся непосредственно к стене
- Консольные — одна сторона ступеней закреплена к стене, а другая свободная
- Винтовые

#### По наличию (отсутствию) подступенка
- открытые (без подступенка)
- закрытые (с подступенком)
- полузакрытые (с полуподступенком частично закрывающим просвет)

#### По количеству и конфигурации маршей в пределах одного этажа
- С прямыми маршами

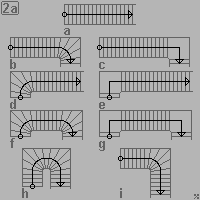
Одномаршевая лестница

  - Одно-, двух-, трёх-, четырёх маршевые
  - С перекрещивающимися маршами
  - Пирамидальные
- Поворотные
  - Г-образная
  - П-образная
  - S-образная
  - Спиральные-винтовые
  - Четвертьоборотные 90° (их обычно устанавливают вдоль двух смежных стен)
  - Полуоборотные 180°
  - Круговые 360°
- Криволинейные
- Комбинированные

### Основные названия лестниц, согласно их геометрии в плане

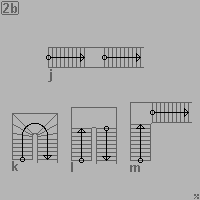
Двухмаршевая лестница

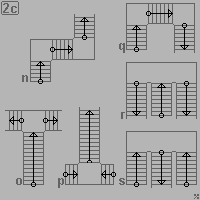
Трёхмаршевая лестница

- a) одномаршевая прямолинейная лестница:
  - b) с взвитой на четверть верхней ступенью
  - c) с четвертьплощадкой у верхней ступени
  - d) с взвитой на четверть входной ступенью
  - e) с четвертьплощадкой на входной ступени
  - f) с взвитой на четверть входом и верхней ступенью
  - g) с двумя четвертьплощадками
- h) одномаршевая полувинтовая лестница
- i) одномаршевая взвитая на четверть лестница
- j) двухмаршевая прямолинейная лестница с промежуточной площадкой
- k) двухмаршевая взвитая дугообразная со ступеньками на клинообразной площадочной ступени
- l) двухмаршевая дугообразная с полуплощадкой
- m) двухмаршевая угловая лестница с четвертьплощадкой
- n) трёхмаршевая дугообразная S-образная лестница с двумя четвертьплощадками
- o и p) трёхмаршевая T-образная лестница с четвертьплощадкой
- q) трёхмаршевая дугообразная с двумя четвертьплощадками
- r и s) трёхмаршевая E-образная лестница с полуплощадкой
- t) одномаршевая круговая
- одномаршевая винтовая лестница
  - u) с массивной стойкой
  - v) с шахтой
- w) двухмаршевая двойная винтовая лестница
- x) многомаршевая лестница с промежуточными площадками
- Y-образная лестница:
  - y) одномаршевая на входе и двухмаршевая на выходе
  - z) двухмаршевая на входе и одномаршевая на выходе
- α) одномаршевая S-образная прямолинейная лестница с двумя витками на четверть
- β) Берлинская лестница
- пирамидальная лестница:
  - δ) позитивная
  - ε) негативная
- пирамидальная лестница с восьмиугольным планом:
  - φ) позитивная
  - γ) негативная
- коническая лестница:
  - η) позитивная
  - ι) негативная

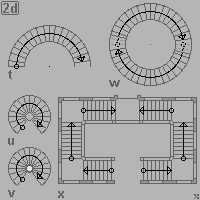
Винтовая многомаршевая лестница
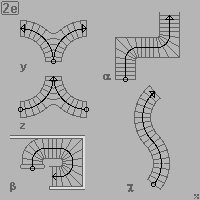
Лестница в форме Y и S, берлинская лестница
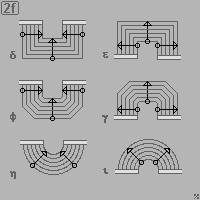
Пирамидальная и коническая лестница

#### По форме ступеней
- С прямыми ступенями
- С забежными ступенями
  - винтовыми ступенями
  - угловыми поворотными ступенями

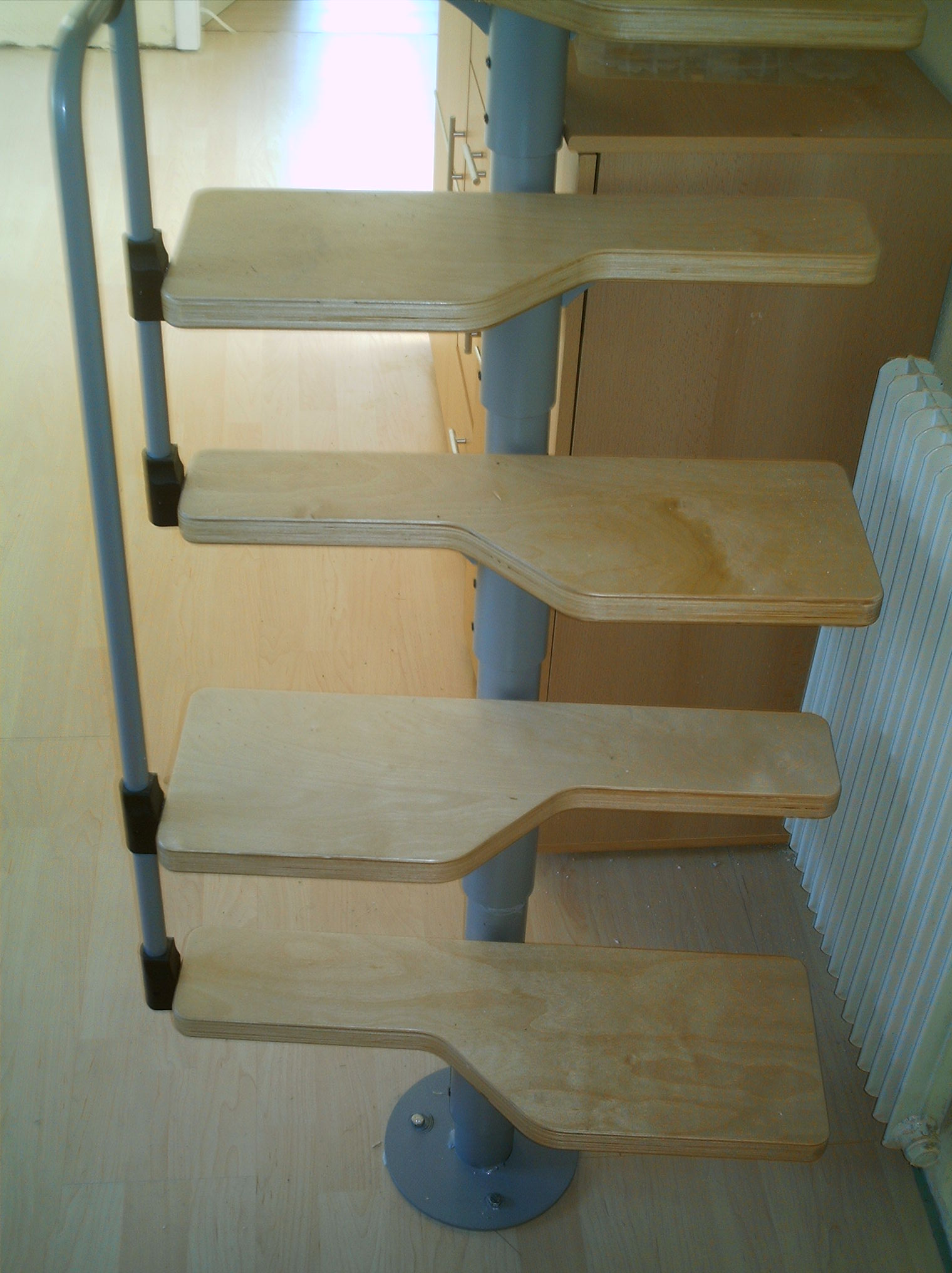
«Caмбa»

- Со ступенями «Гусиный шаг», или «Самба». Получили своё название благодаря форме ступеней, симметрично расположенных относительно линии хода и вызывающих при ходьбе ассоциации с гусиным шагом. Другое название — «самба», так как движение по таким лестницам следует, как в танце, начинать с «нужной ноги», иначе можно сбиться с ритма. Эту лестницу нельзя назвать очень удобной, но она может оказаться незаменимой во вспомогательных помещениях, небольших коттеджах или домах дачного типа. Установить её можно даже на очень маленькой площади, иногда на 1—2 м². свободного пространства.

#### По способу строительства-возведения
- Сборные
  - Крупно элементные (цельный марш с междуэтажной и промежуточной площадками)
  - Мелкоэлементные (наборной из отдельных ступеней, балок, плит)
- Монолитные
- Металлические сварные и сборные
  - Лестницы с видимым металлом
    - на одном центральном косоуре или тетиве (хребтовые)
    - сборные «Модульные» лестницы
    - на двух и более тетивах

  - Лестницы с скрытым металлическим каркасом
    - Обшитые деревом
    - Обшитые паркетом, ламинатом, мдф
- Деревянные лестницы — само-несущие (конструкция из столбов, тетив и ограждений, собранных по столярному шип—паз).
  - на тетивах
  - на косоурах
  - комбинированные

### Различные виды складных и компактных лестниц
- распашные
- складные. Состоят из трёх, четырёх и более секций, которые в процессе раздвижения или складывания одна за другой накладываются друг на друга до компактной конструкции. При изготовлении применяются различные деревянные материалы: дуб, бук, клён, сосна. Недостаток: их нельзя регулировать по высоте, имеют большую массу.
- лестницы, складывающиеся, как гармошка. Они рассчитаны на высоту до трёх метров. Лестницы-гармошки изготавливаются только из металла (сталь, алюминий).
- выдвижные
- раздвижные
- приставные

### Пожарные
- Пожарные наружные лестницы. Предназначенные для обеспечения тушения пожара и проведения аварийно-спасательных работ, подразделяются:
  - П1 — вертикальные лестницы;
    - П1-1 — без ограждения (высота до 6 м)
    - П1-2 — с ограждением (высота более 6 м)

  - П2 — маршевые лестницы с уклоном не более 6:1
- по ограждению:
  - МН — для лестничных маршей
  - ПН — для лестничных площадок
  - ВН — для вертикальных лестниц
    - КО — для кровли без парапета

  - КП — для кровли с парапетом
- по настилу:
  - Ф — сплошные из рифлёной стали
  - решетчатые, исполнение:
    - Ш — из штампованных элементов
    - Р — из полос на ребро и круглой стали
    - С — из полос на ребро в одном направлении
    - В — из просечно-вытяжной стали

### Классификация лестничных клеток по незадымляемости

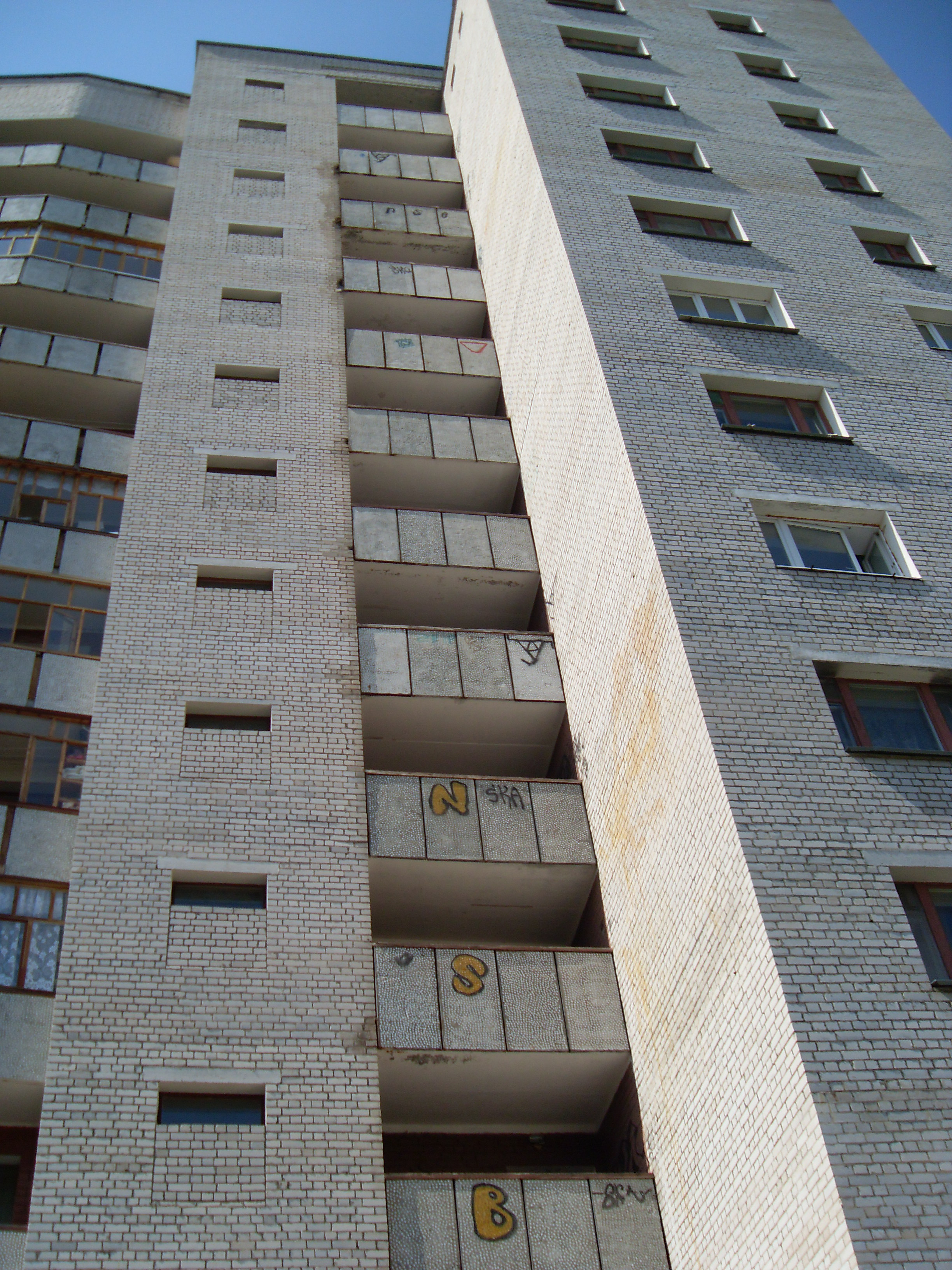
Открытые переходы с этажа через незадымляемую наружную воздушную зону на лестничные клетки незадымляемой лестницы типа Н1

Лестничные клетки в зависимости от степени их защиты от задымления при пожаре подразделяются на следующие типы:
- обычные лестничные клетки
  - Л1 — лестничные клетки с естественным освещением через остеклённые или открытые проёмы в наружных стенах на каждом этаже
  - Л2 — лестничные клетки с естественным освещением через остеклённые или открытые проёмы в покрытии
- незадымляемые лестничные клетки
  - Н1 — лестничные клетки со входом на лестничную клетку с этажа через незадымляемую наружную воздушную зону по открытым переходам
  - Н2 — лестничные клетки с подпором воздуха на лестничную клетку при пожаре
  - Н3 — лестничные клетки с входом на них на каждом этаже через тамбур-шлюз, в котором постоянно или во время пожара обеспечивается подпор воздуха

### Некоторые частные случаи конструкций лестниц
- Приставная — используется для доступа в чердачное помещение, для уборки урожая в саду, при ремонтных работах. К простым относят переносные приставные, стремянки, приставные стационарные, складывающиеся и выдвижные лестницы. Изготавливаются из древесины, облегчённых алюминиевых профилей или труб (реже из стальных конструкций). Устанавливаются под большим углом (60—75°).
- Стремянки. Служат для попадания с последнего этажа на чердак. Могут быть откидными и стационарными. Ширина такой лестницы около 60 см. Изготавливаются из профилированного металла и стержней диаметром примерно в 16 мм.
- Монтажная лестница — упрощённая, не имеющая ограждений для рабочих, допущенных к высотным работам (верхолазов), или для сварки.
- Посадочная лестница (Крановая) — лестница, предназначенная для доступа на кран. Угол наклона до 60°

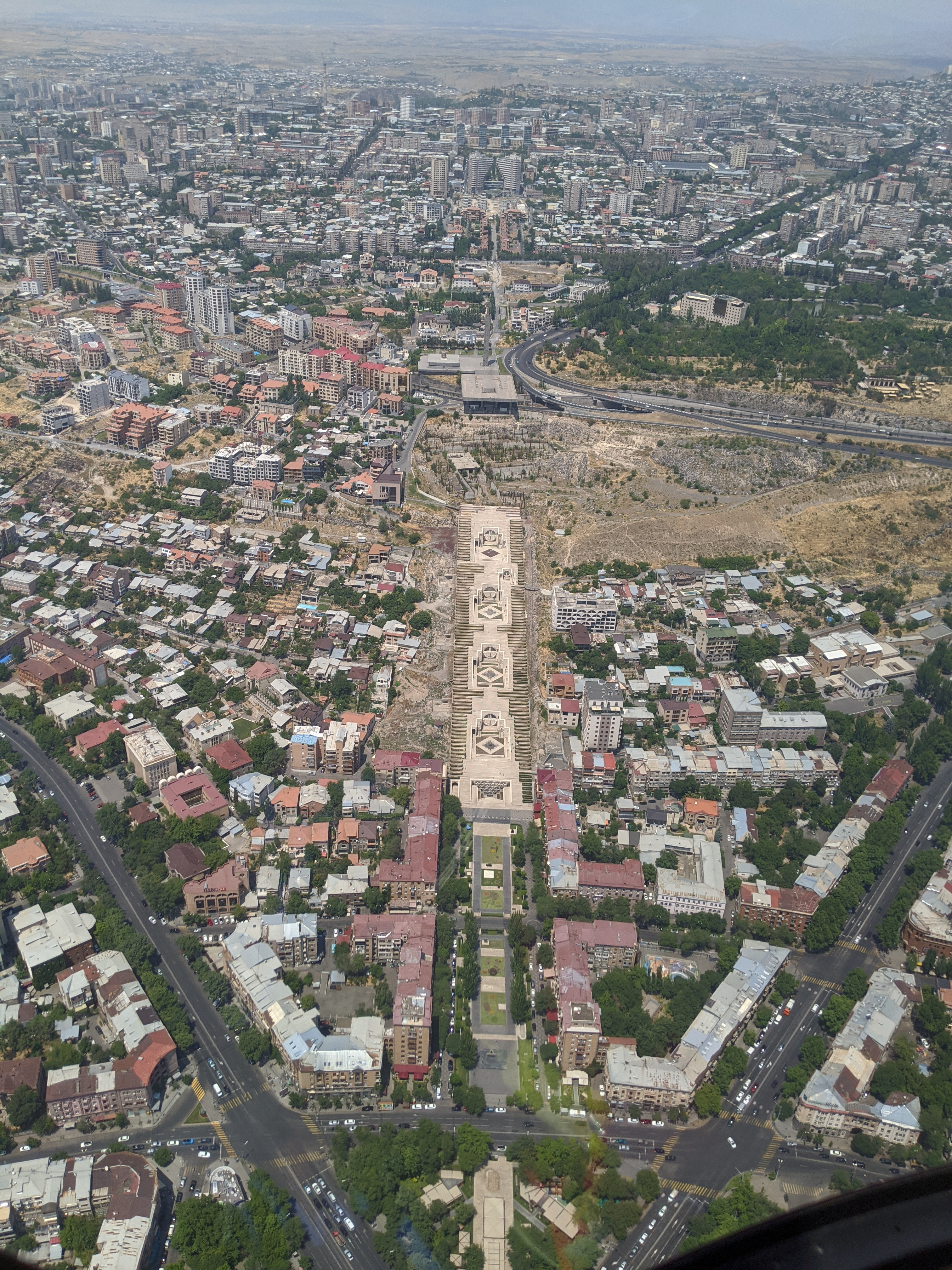
Каскад в саду имени Шевченко, Харьков

- Садово-парковая лестница. Служит для обеспечения подъёмов на разноуровневые террасы, спусков во внутренние дворики.
  - Врезанные — в земляном склоне;
  - Свободные — опорой служит специальное основание. Используются самые разнообразные материалы — дерево, бетон, кирпич, тротуарная плитка, натуральный и искусственный камень.
- Трап — специальная лестница для посадки и высадки людей с судна, а также для их передвижения между палубами
  - внутренние, для сообщения между помещениями внутри судна;
  - наружные, для сообщения с палубами надстроек и рубок;
  - забортные;
  - постоянные;
  - съёмные;
  - вертикальные;
  - наклонные.
- Скоб-трап — лестница из металлических П-образных скоб. Устанавливается на мачтах, сходах в шахты, башнях, дымовых трубах.
- Верёвочные (рели) и тросовые лестницы — используются в хозяйстве, для эвакуации людей во время пожаров, а также в детских спортивных комплексах и цирке. До появления качественных статических верёвок тросовые лестницы повсеместно использовались спелеологами для спуска в пещеры. Верёвочная лестница может быть целиком изготовлена из верёвки, либо для её ступенек могут использоваться деревянные или металлические цилиндрические отрезки диаметром 25—30 мм. Ступеньки тросовой лестницы изготавливаются из металлических цилиндрических отрезков. Расстояние между ступенями обычно около 30 см.
- Штормтрап — разновидность верёвочной лестницы, используемой для подъёма на корабль.
- Ручные пожарные лестницы
  - Лестница штурмовая — пожарная ручная лестница, предназначенная для подъёма пожарных на этажи зданий по оконным проемам и перекрытиям. Входит в состав пожарно-технического вооружения пожарного автомобиля. Используется в пожарных и спасательных частях и подразделениях гражданской обороны для борьбы с очагами пожара и выполнения спасательных работ на высотах, для подъёма на этажи зданий через окна.
  - Лестница-палка — металлическая пожарная лестница, предназначенная для подъёма на уровень высоты лестницы, вышибания дверей и окон, обивки штукатурки со стен и потолков. Может применяться в качестве носилок для выноса пострадавших.
  - Лестница выдвижная трехколенная — выдвижная лестница для подъёма на выситу до 10 метров (до 3-го этажа). Входит в табель положенности пожарных автоцтистерн, насосно-рукавных автомобилей и автомобилей первой помощи.

## Конструктивные элементы
Любая лестница состоит из наклонных маршей и горизонтальных поворотных площадок, лестничных площадок (этажных и промежуточных). Ступени одного марша могут опираться на наклонные плиты (плитный марш) или на наклонные балки — рёбра (ребристый марш). Рёбра располагаются под ступенями (косоур), либо ступени врезаются в боковую поверхность балок (тетива). Сравнительно новой можно назвать лестницу на больцах. Ступени с внешней стороны лестницы связываются с самонесущими поручнями, перилами, с ригелем на потолке, с основанием металлическими болтами, тяжами и опорами, а с внутренней крепятся к стене. Эти лестницы универсальны в применении и легки в сборке и установке.
Согласно межгосударственному стандарту ГОСТ 21.201-2011 «Условные графические изображения элементов зданий, сооружений и конструкций» на планах лестниц стрелкой указывается направление подъёма.

### Марш
Ширина лестничного марша для основных лестниц в зданиях обычно составляет 90—135 см в зависимости от классификации здания и назначения лестницы. Число ступенек в одном марше не должно превышать 18. После 18 ступенек должна быть предусмотрена площадка (за исключением винтовых лестниц).
В строительстве лестничные железобетонные марши подразделяются на:
- плоские без фризовых ступеней. Условное обозначение — ЛМ;
- ребристые с фризовыми ступенями. Условное обозначение — ЛМФ;
- ребристые с полуплощадками. Условное обозначение — ЛМП. Бывают с двумя полуплощадками или без нижней.

### Перила
Главной задачей перил является обеспечение безопасности передвижения по лестнице. Стандартные перила для лестницы состоит из поручня и вертикальных опорных балясин. Пространство между ними заполняется согласно требованиям интерьера. Это могут быть: параллельные ригели, вертикальные стойки, стеклянные экраны или экраны из перфорированной стали, резное дерево, а также ручная ковка, или ковка из типовых штампованных элементов. Существуют 2 способа крепления ограждения к лестнице: непосредственно на ступень либо к торцу ступени с помощью специальных креплений.
Высота перил зависит от назначения лестницы и составляет от 86 до 110 см.

### Поручень
Элемент, устанавливаемый на перилах, на стене. Настенный поручень применяется в случаях, когда лестничный марш с двух сторон ограничен стенами и устанавливать стойки не имеет смысла. Поручень, устанавливаемый в жилых домах, изготавливается, как правило, из пластифицированного ПВХ. Такой поручень сложно повредить, что позволяет ему сохранять презентабельный вид в течение долгого времени.

### Балясина
Нижняя и верхняя опорные стойки перильного ограждения, имеющие в поперечнике круглую форму. Изготавливаются методом точения или бетонирования и литья в форму.
Минимальные параметры лестниц, их габариты, конфигурация, материал для разных типов зданий, сооружений, регламентированы в нормативных документах. (СНиПы и ГОСТы для России, ДБНы и ДСТУ для Украины).

## Лестницы в культуре и искусстве
В Книге Бытия описывается лестница Иакова, стоящая на земле и касающаяся верхом небес. Образ лестницы в небо получил интерпретацию в трудах Иоанна Лествичника (см. лествица), с ней связан особый тип православных чёток (лестовка). В новейшей истории к образу лестницы в небо обращалась рок-группа Led Zeppelin (см. «Stairway to Heaven»).
- Лестницы, образующие «невозможные» фигуры, основанные на оптических иллюзиях, неоднократно изображались в работах Мориса Корнелиса Эшера
- Эпизод расстрела восставших на Потёмкинской лестнице в Одессе из фильма Сергея Эйзенштейна «Броненосец „Потёмкин“» считается[кем?] классикой мирового кинематографа.
- Герой Олега Меньшикова Володя пытается найти выход из заколдованного дома с бесконечной лестницей в х/ф «Лестница».

### Символизм
Лестницы используются и как символ и часть религиозного ритуала, они подчёркивают важность восхождения. Для создания нужного эффекта имеют значение ширина и крутизна лестниц. Эквивалентами лестницы являются золотая нить, ось мира, мировое дерево, мировая гора, радуга. Лестница пересекает три космические зоны, связывая мир богов, людей и подземный мир. Лестница связана с движением по вертикали. Зачастую ступени лестницы задают иерархию божеств.
Лестница символизирует:
- переход от одного плана бытия к другому,
- прорыв на другой онтологический уровень,
- сообщение Земли с Небесами в обоих направлениях: восхождение человека и нисхождение божества.
- имеет значение мировой оси, что связывает её с Космическим Древом и столбом,
- олицетворяет доступ к реальности, абсолюту, к трансцендентному, переходя от нереального к реальному, от тьмы к свету, от смерти к бессмертию. Этот переход есть путь в другой мир через смерть,
- делает Небо доступным, но может быть убрана. Первоначально лестница существовала в раю, и между богом и человеком была непрерывная связь, но с грехопадением она была утеряна,
- мост, связана с ритуалами перехода. Подобно мосту, она может иметь острые края. (Лестницы восточных факиров имеют форму ножей),
- иерархическая пирамида, знак удачной карьеры («продвигаться вверх по служебной лестнице»).
- ведущая вверх — храбрость и смелость; ведущая вниз — трусость и подлость.

Ступени олицетворяют:
- прибывающую силу человеческого сознания, проходящую через все ступени бытия
- ступени инициации. Их число колеблется от семи до двенадцати. В ходе инициации человек в знании и реализации, нисходит в доблести.

У американских индейцев радуга — это лестница, дающая доступ к другому миру.
В буддизме лестница Шакьямуни изображается со следом Будды на нижней и верхней ступеньках. Шакьямуни сходит с неба Тушита на землю по лестнице, принесённой ему Индрой.
В Тибете связь человека с небом осуществляется посредством му — нити, верёвки или лестницы, которая могла принимать вид столба дыма, порыва ветра или луча света. Раньше тела тибетцев растворялись в свете и посредством му возносились на небо. Но однажды человек случайно перерезал му мечом, и с тех пор люди стали умирать, а их тела оставались на земле.
В христианстве лестница является символом страданий Христа. В раннем итальянском Возрождении Христос поднимается по лестнице либо находится уже возле креста, а палачи, поднявшиеся по лестницам, прибивают к поперечинам креста руки Спасителя. Иакову по пути в Харран приснилась лестница, доходившая до самого неба, по которой вниз и вверх сновали ангелы. Монаху-бенедиктинцу святому Ромуальду приснилась доходившая до неба лестница, вверх по которой взбирались одетые во все белое монахи его ордена. Эмблема святого Алексия. Лестница Иоанна Лествичника стала символом восхождения от одной добродетели к другой и борьбы со страстями. Символом страданий святого Бенедикта.
У египтян лестница — символ Гора и находится под покровительством бога Ра. Она возвышается над материальным миром и связывает его с Небесами. «Установил я лестницу к Небесам среди богов»; «Пусть я, Осирис, писец Ани, победоносно разделю место с тем, кто на вершине лестницы»; «Я совершил путешествие с земли на небо, Бог Шу помог мне встать, бог Солнца укрепил меня с двух сторон лестницы, и звёзды, которые никогда не заходят, направили меня на вершину пути и помогли избежать уничтожения» («Книга мёртвых»). Хатхор держит лестницу, чтобы добрые люди могли взобраться на Небо. В египетских захоронениях найдены амулеты в форме лестницы.
У евреев лестница — средство общения Господа с человеком посредством ангелов.
В исламе лестница, увиденная Мухаммедом, ведёт верных к Господу.
У японцев лестница — атрибут бога грозы, олицетворяющее средство сообщения между Небом и Землёй.
В митраизме инициируемый восходит по семиступенчатой планетарной лестнице, символизирующей проход души через семь небес. Шаман поднимается но лестнице или по жерди с семью зарубками, чтобы пообщаться с духами. Святилища культа Митры находились в подземельях, и в каждом святилище была лестница в семь ступеней, по которой восходили в обитель блаженства.
Сибирские народы представляли мировое (шаманское) дерево в виде лестницы, шеста или столба. Шаман эвенков попадал в Верхний мир, влезая по лестнице-дереву. В костюме шамана среди атрибутов, необходимых для путешествия по различным мирам, встречаются маленькие железные лестницы.
Две стороны лестницы — правая и левая колонны, или Райские Древа, соединённых перекладинами. Как и при всякой инициации, достижение верха сопряжено с опасностями, и взбирающийся по ней охвачен двойным чувством радости и страха.
Натуралисты XVIII века строили иерархичную картину мира, определяя «лестницу подчинённости, значимости и первенства в развитии способностей существ».

## Галерея

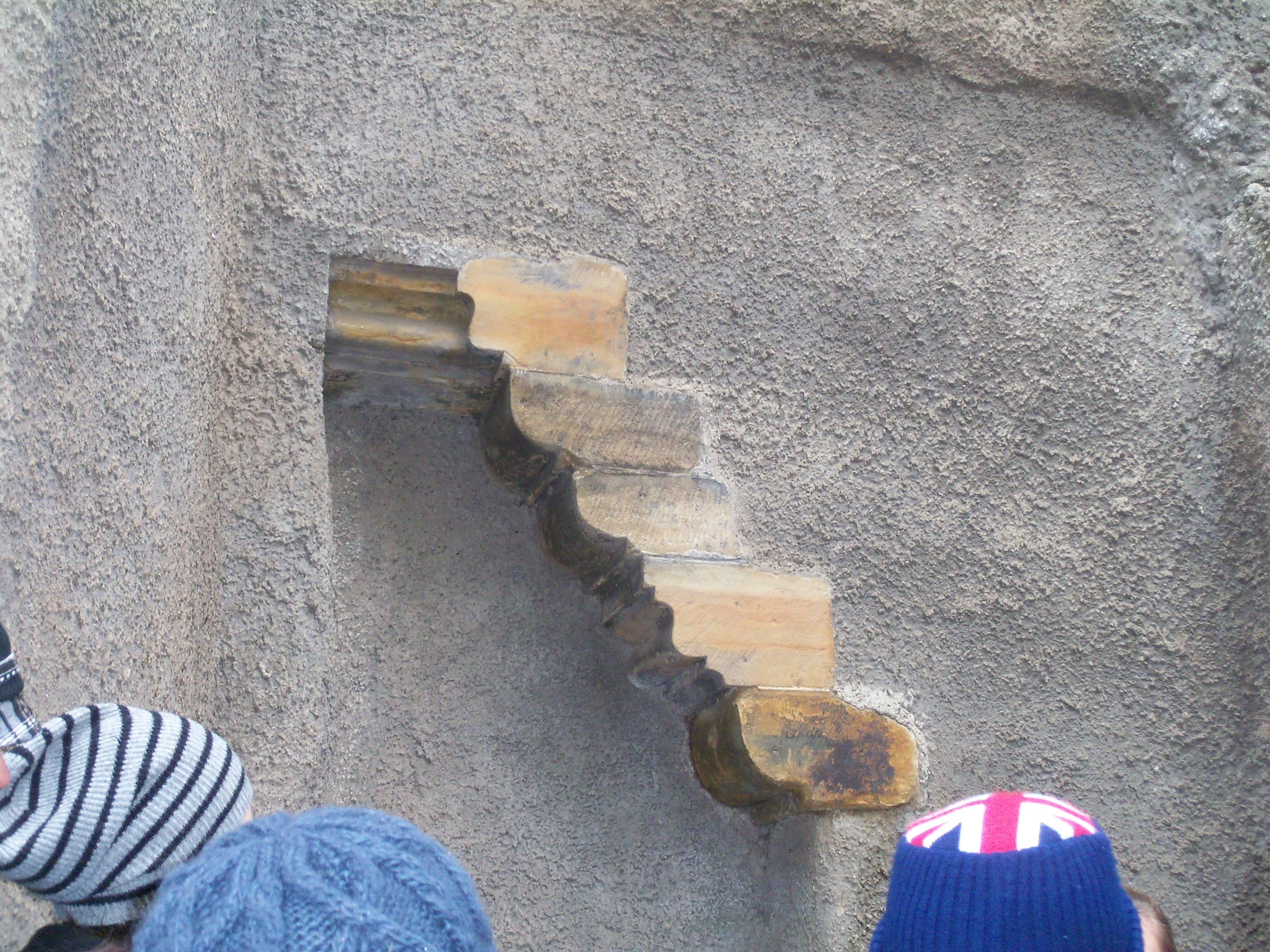
Ранний вид охранной сигнализации — подъездная лестница. Идея заключалась в том, что неожиданное изменение уровня лестницы помешает потенциальным грабителям, заставив их споткнуться в темноте и кого-нибудь разбудить
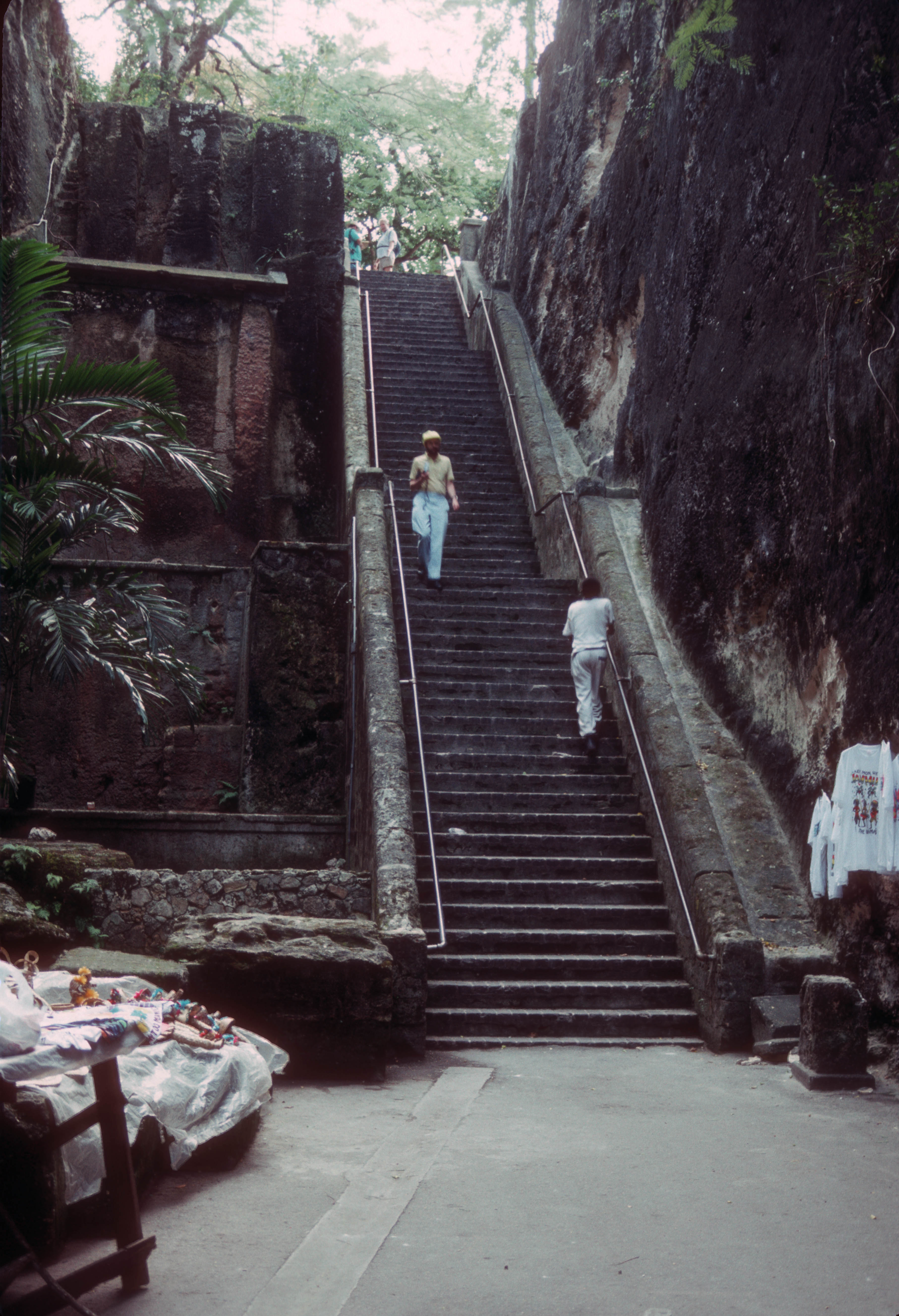
66 ступенек Королевской лестницы в Нассау, Багамы
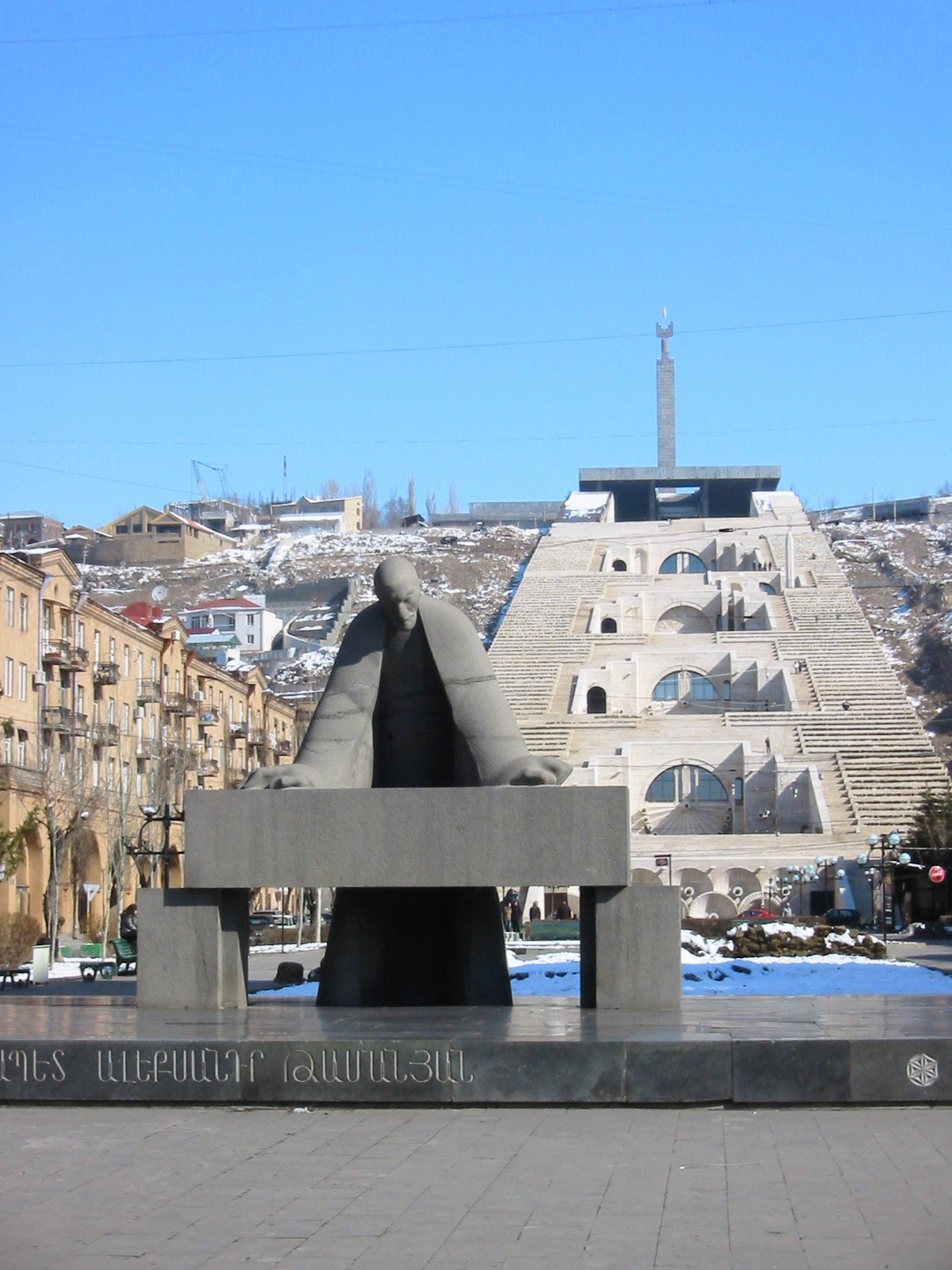
Ереванский каскад ступеней (572 ступени[4]) в Ереване, Армения
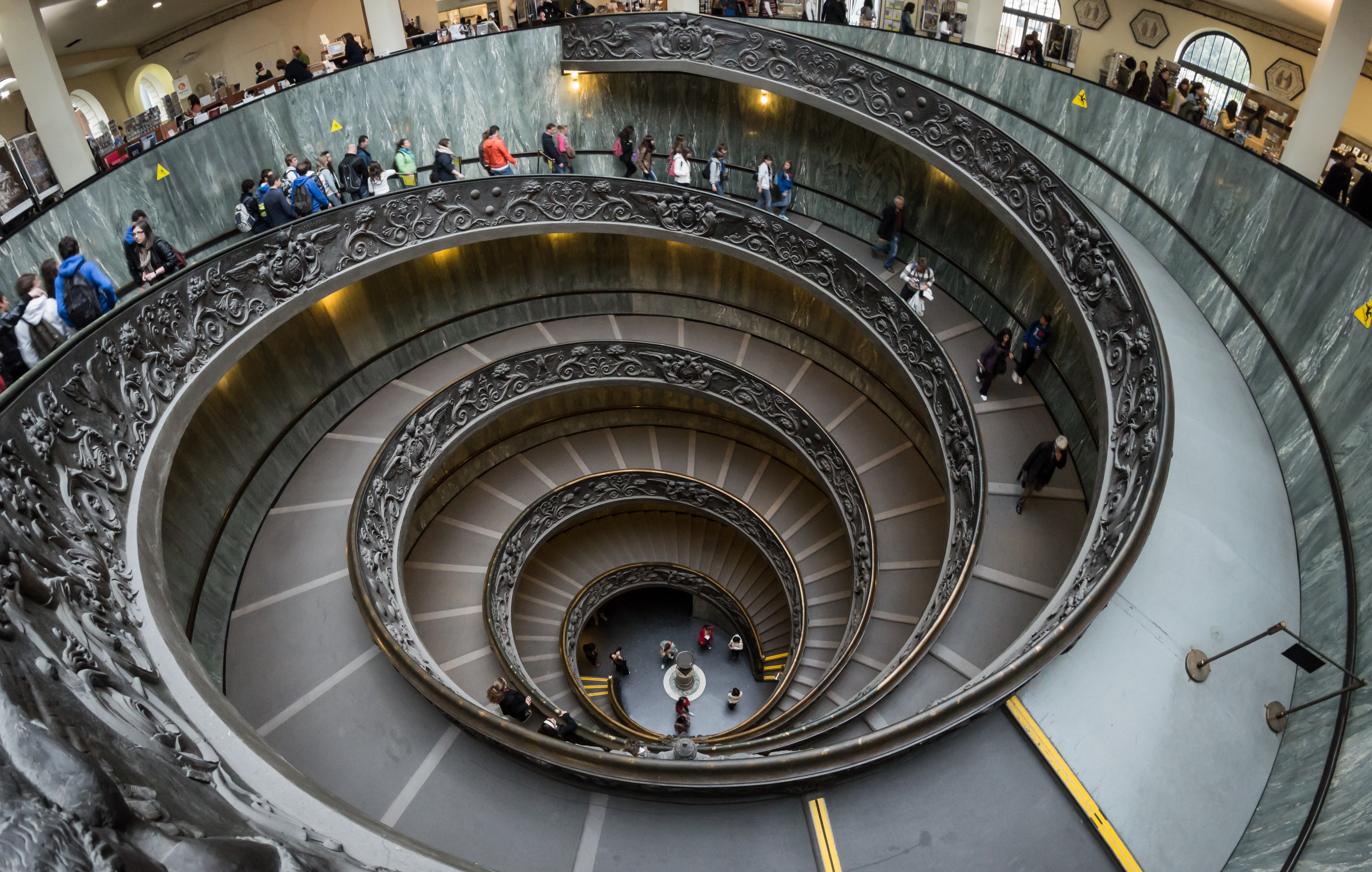
Винтовая (двойная спираль) лестница музеев Ватикана
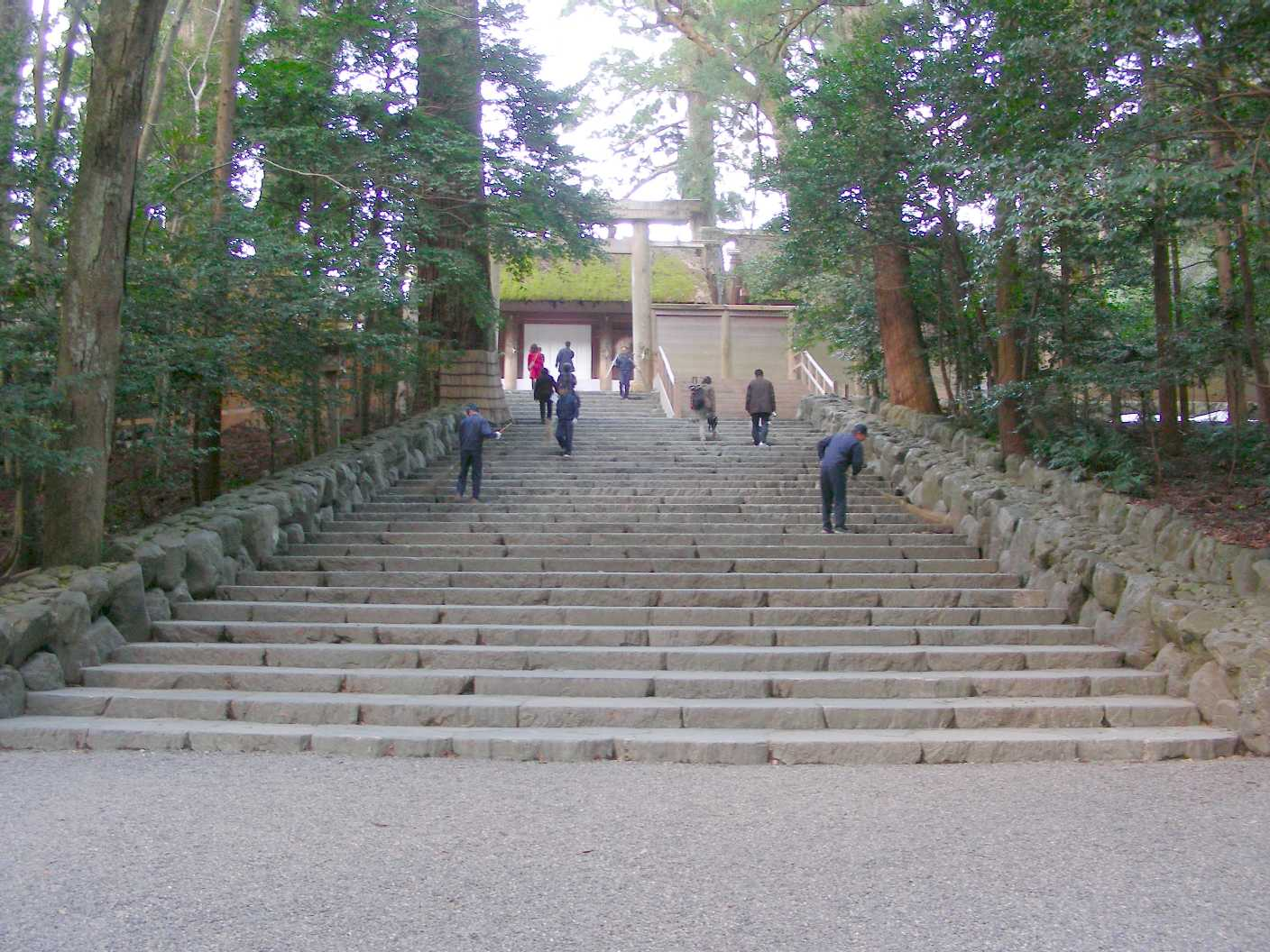
Храм Исэ в Японии
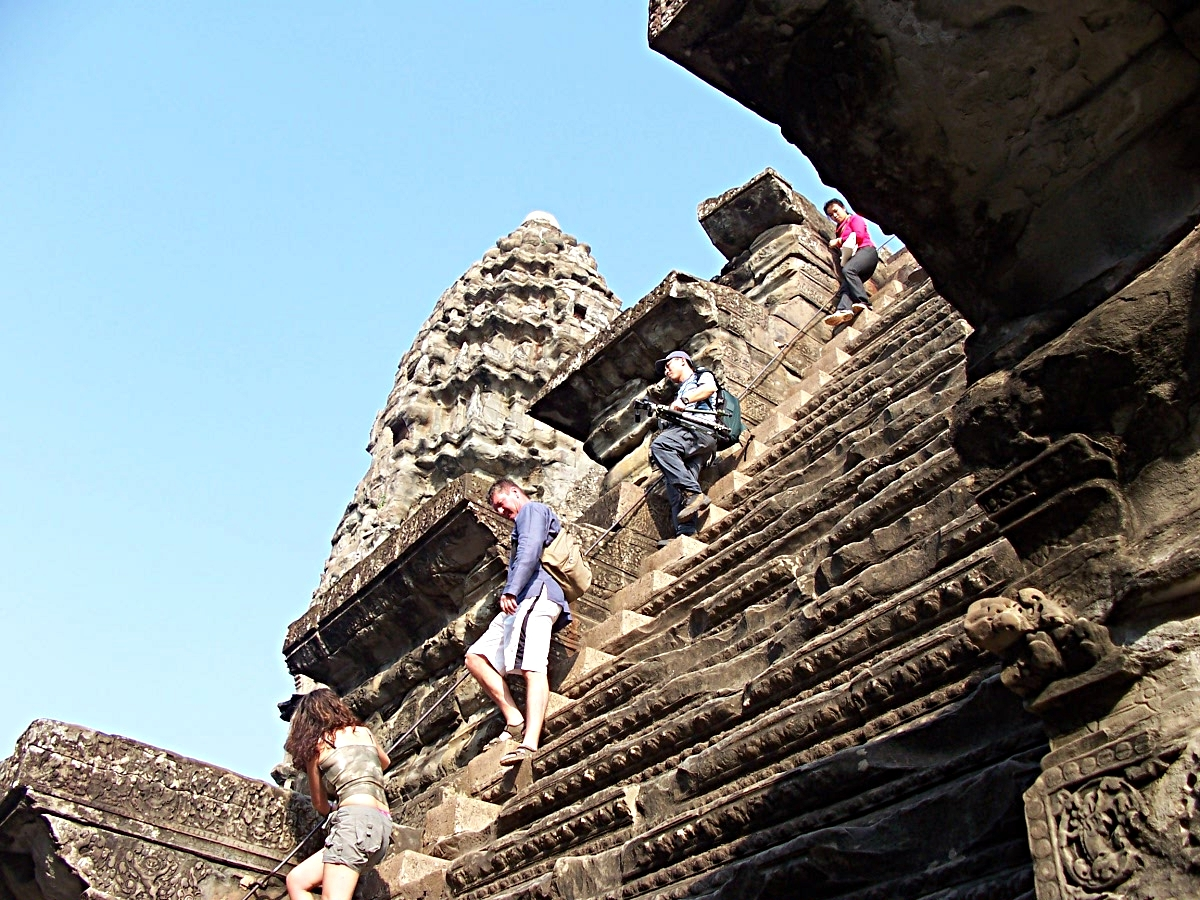
Ангкор-Ват в Камбодже
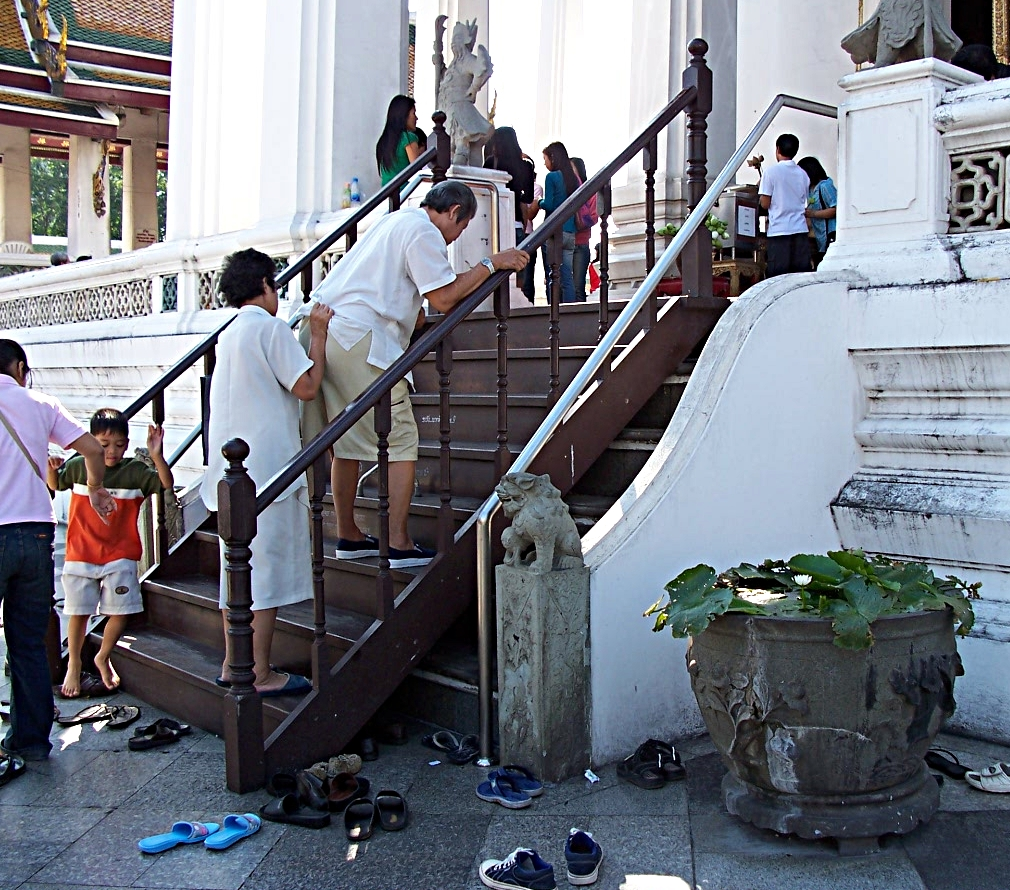
Модифицированная лестница для пожилых людей в Таиланде
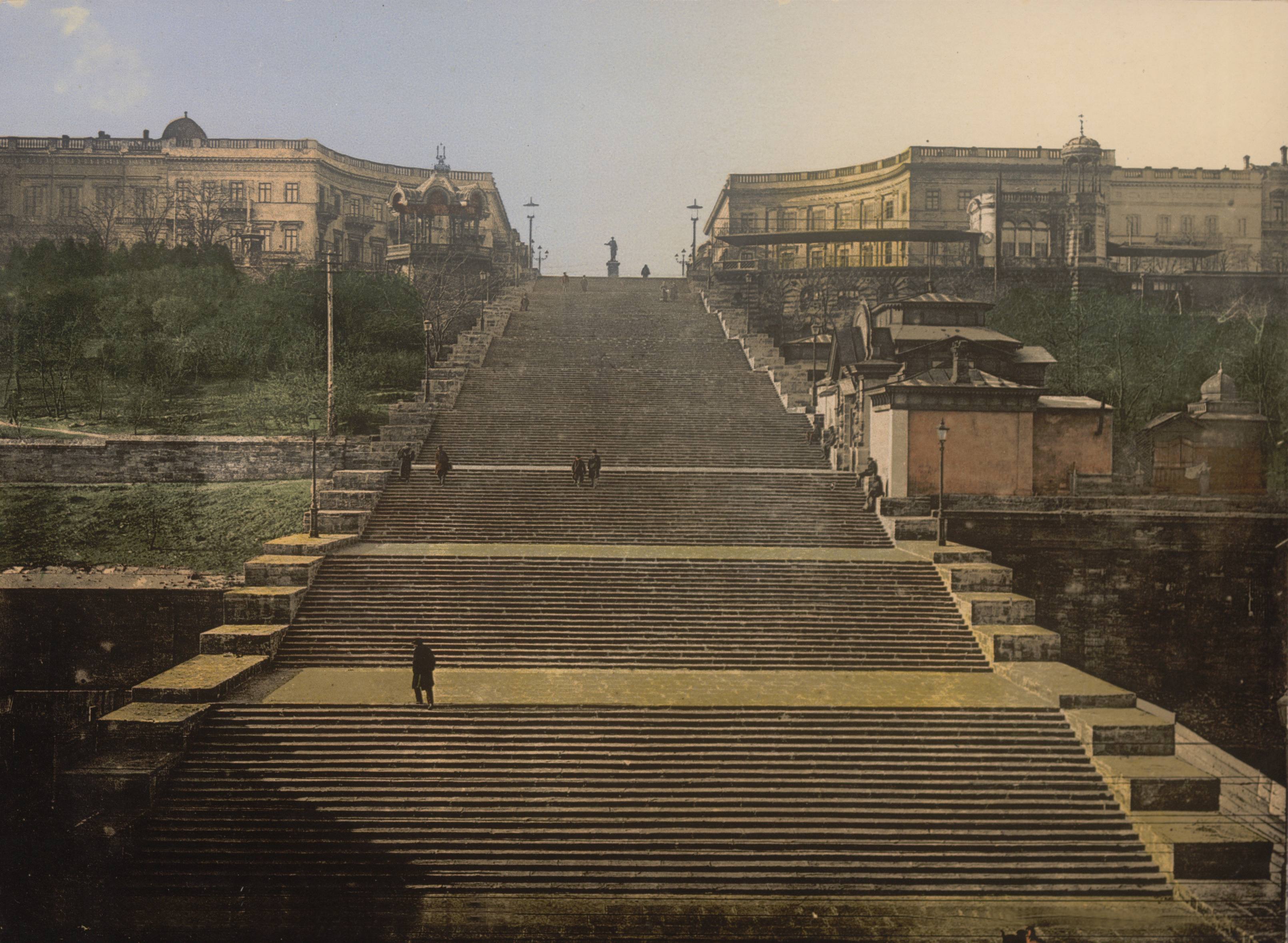
Потёмкинская лестница (1834–1841) в Одессе, Украина
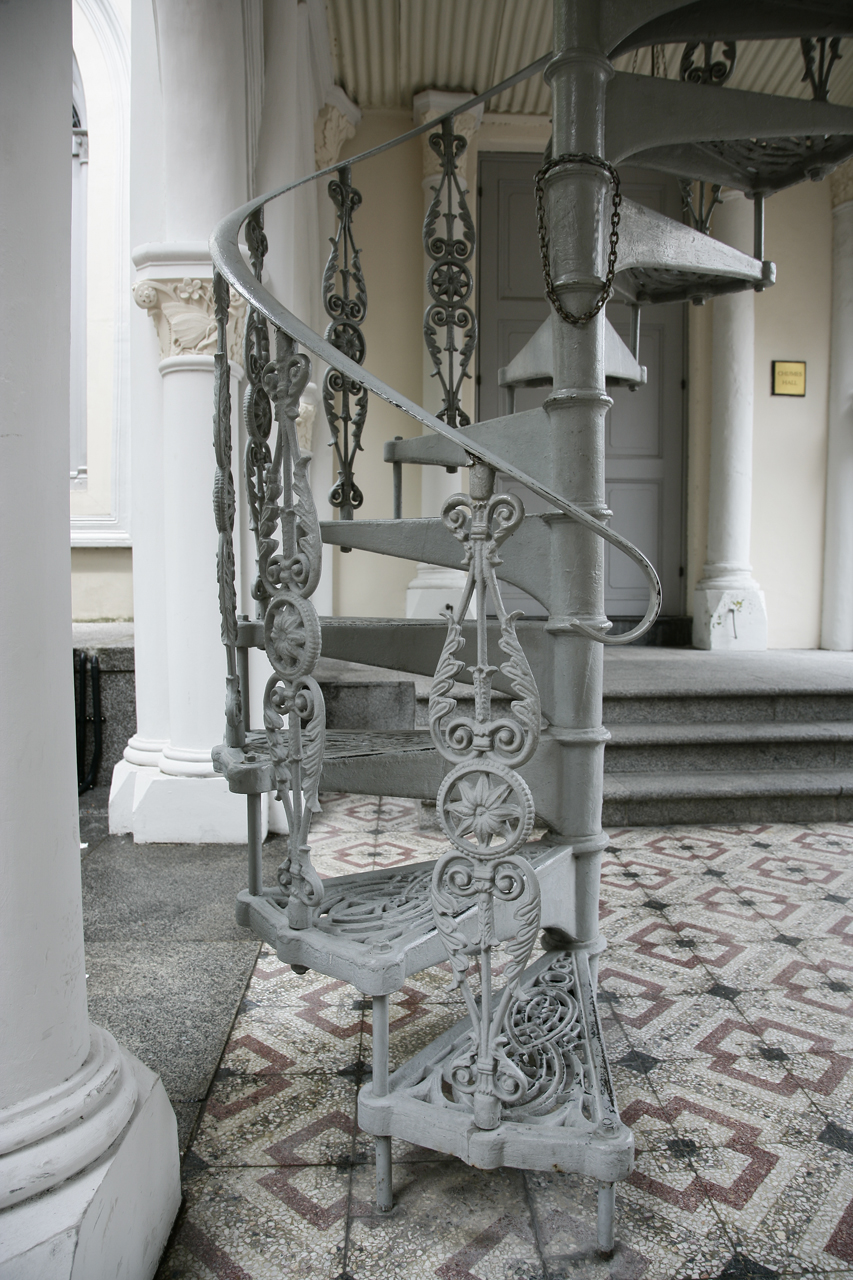
Винтовая лестница с декоративными балясинами
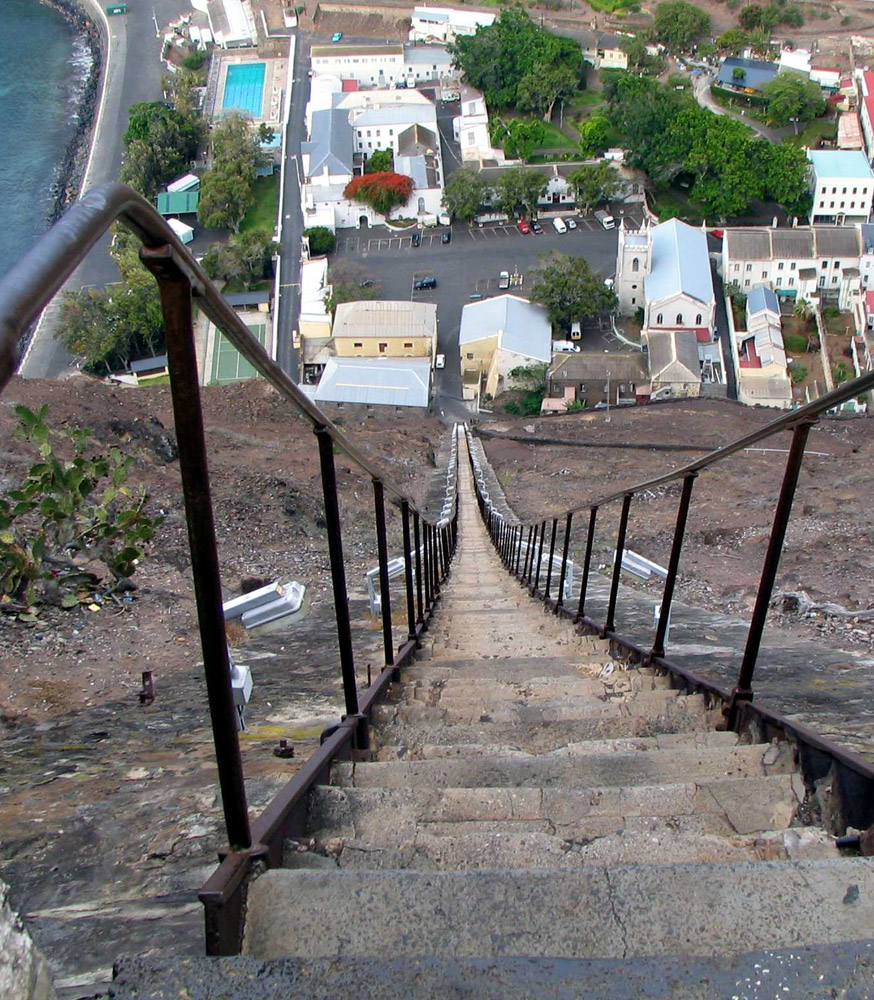
Лестница Якоба (между Джеймстауном и Халф Три Халлоу) на Острове Святой Елены
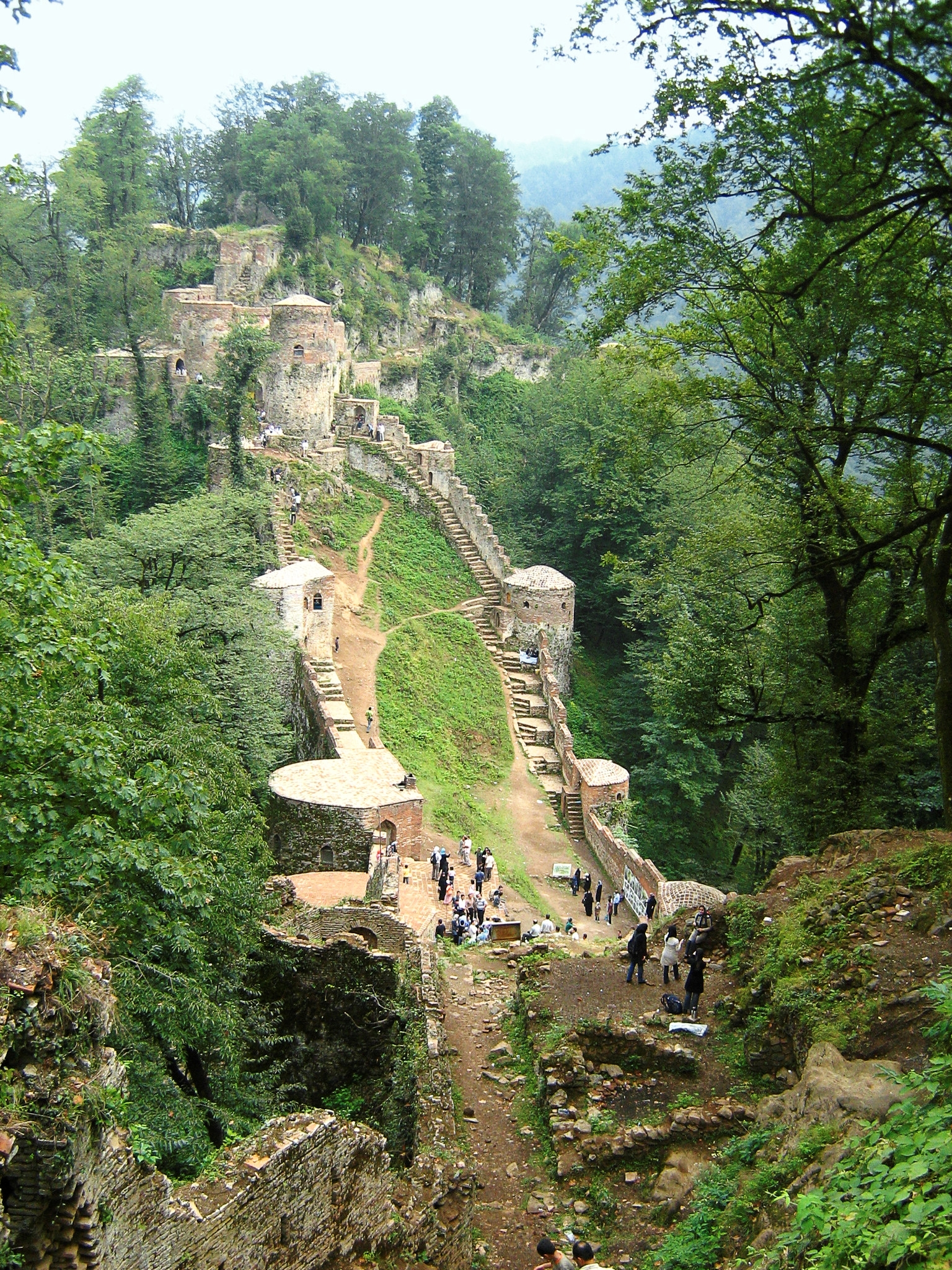
Крепость Рудхан, Фуман, Иран
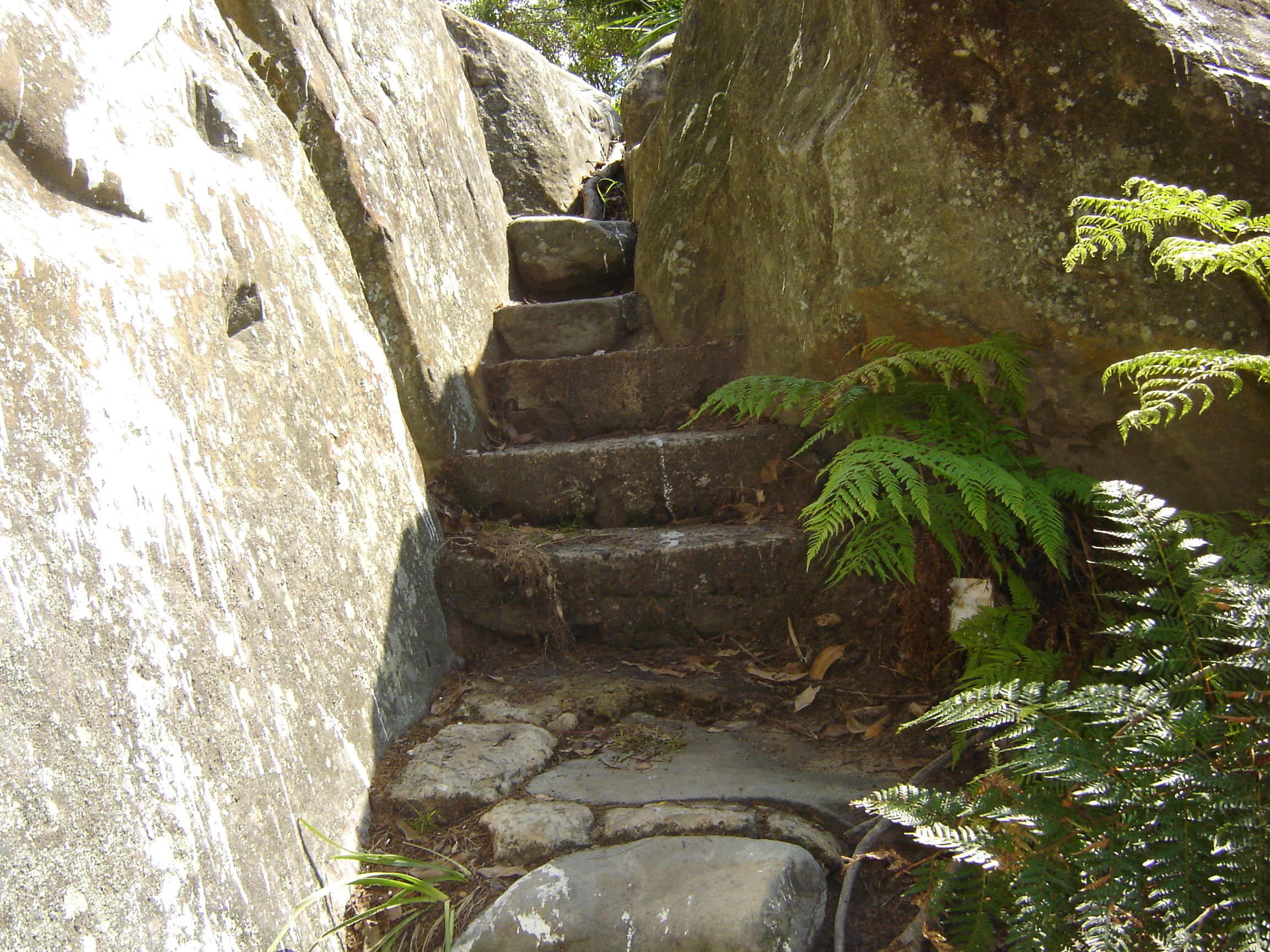
Лестница из камня помещена в естественный проход
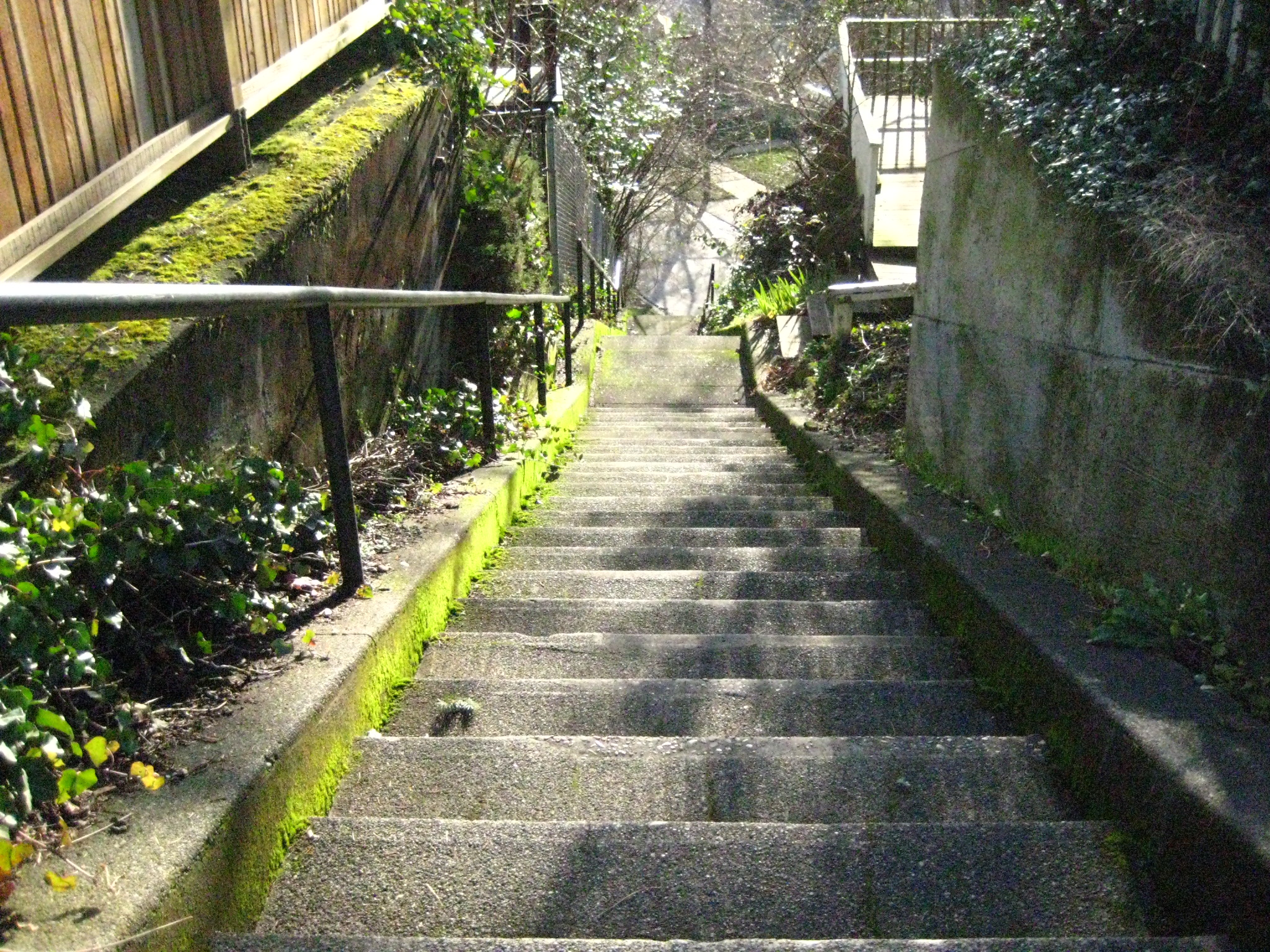
Наружная лестница на хребет Аламеда в Портленде, Соединённые Штаты Америки.
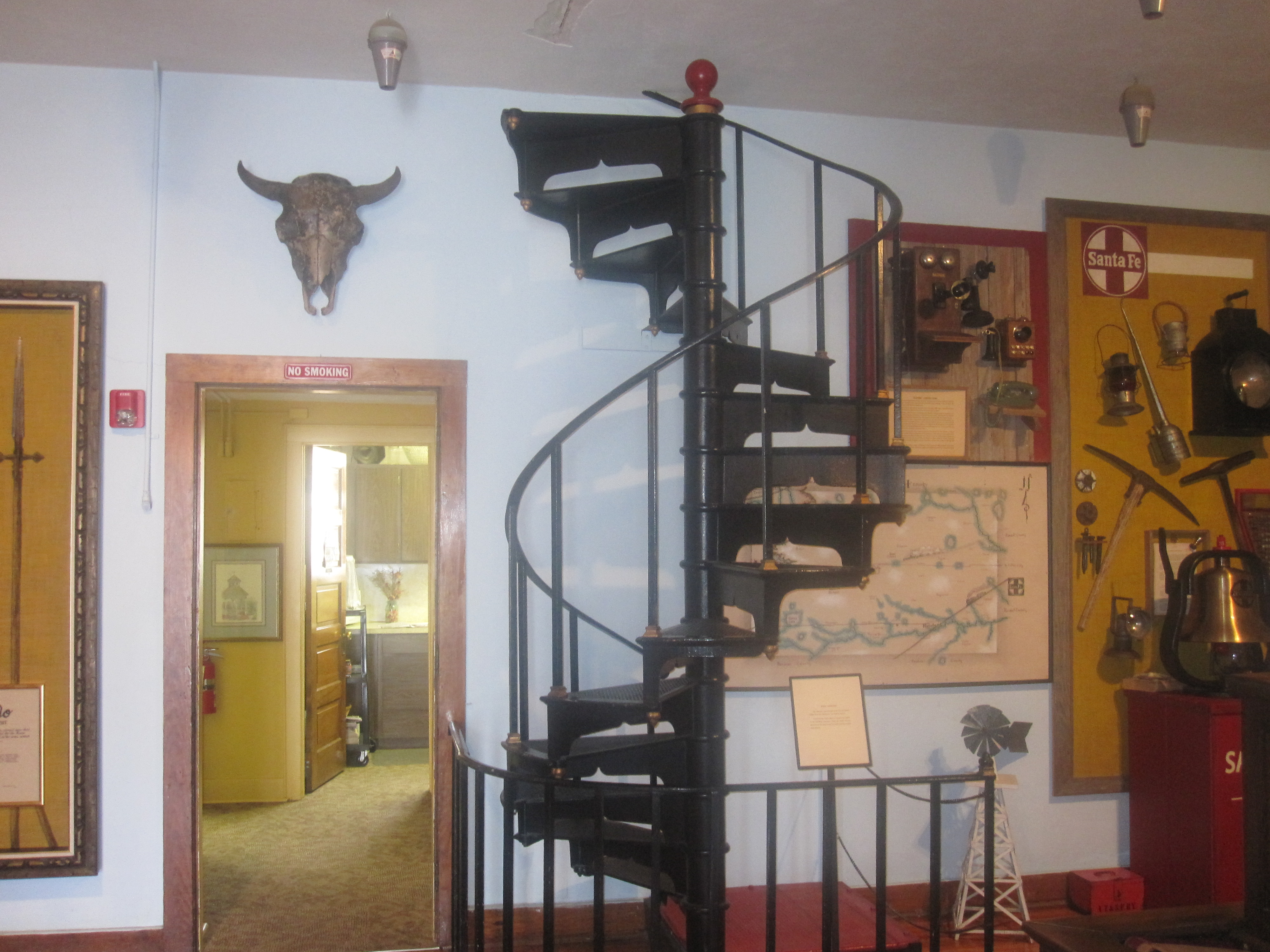
Пионерская винтовая лестница, Исторический музей округа Деаф Смит, Херфорд, Техас, Соединённые Штаты Америки
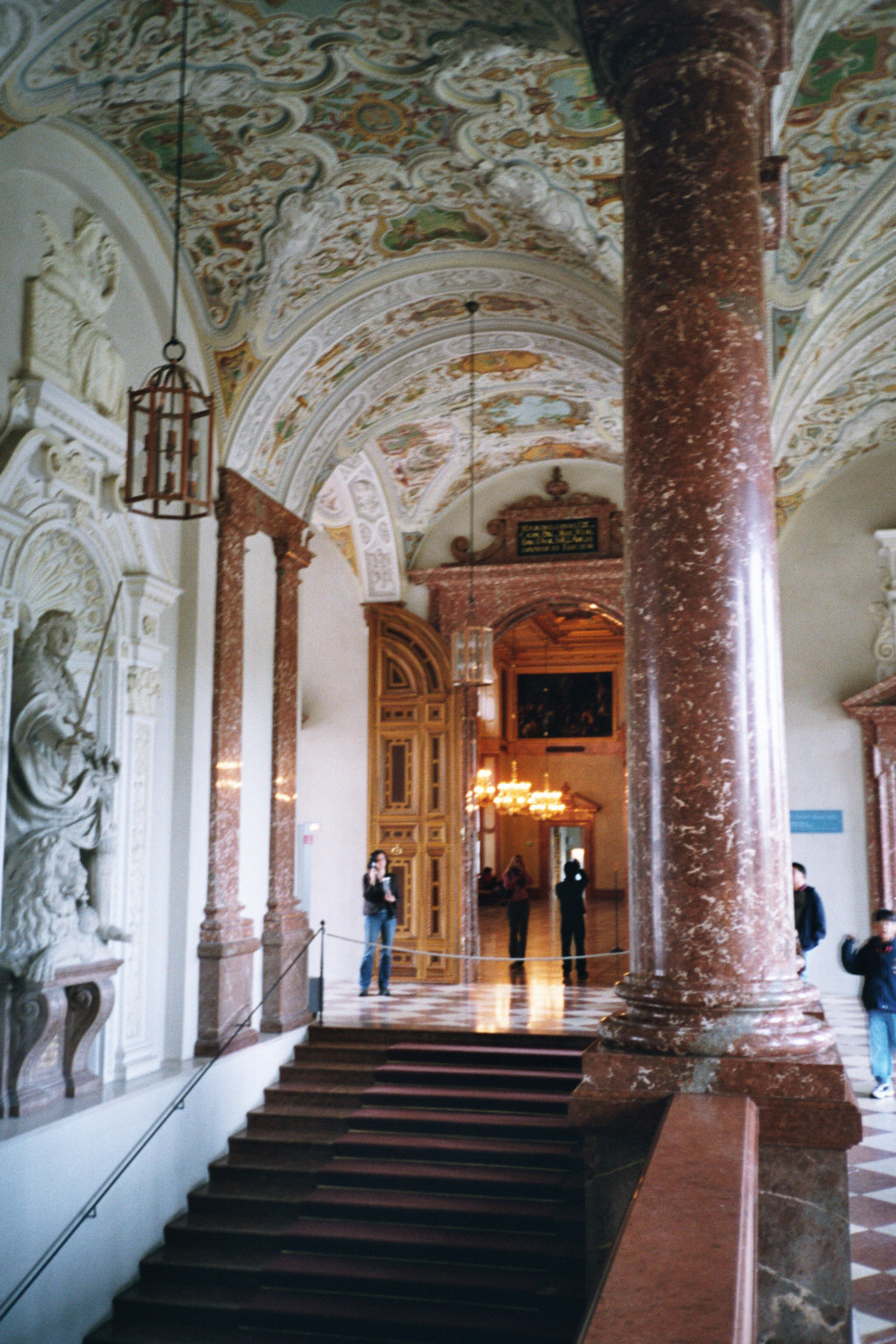
Императорская лестница в Мюнхенской резиденции, Бавария, Германия
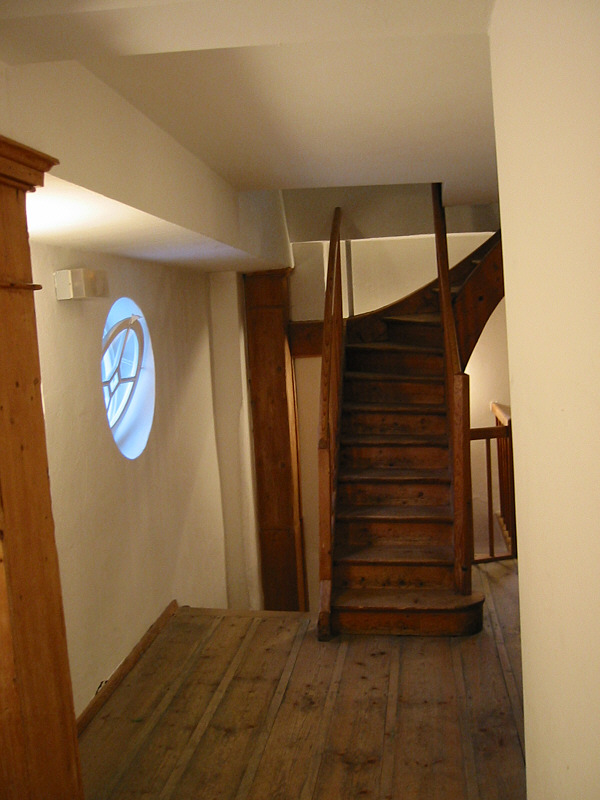
Театр XIX века Вайсенхорна, Германия
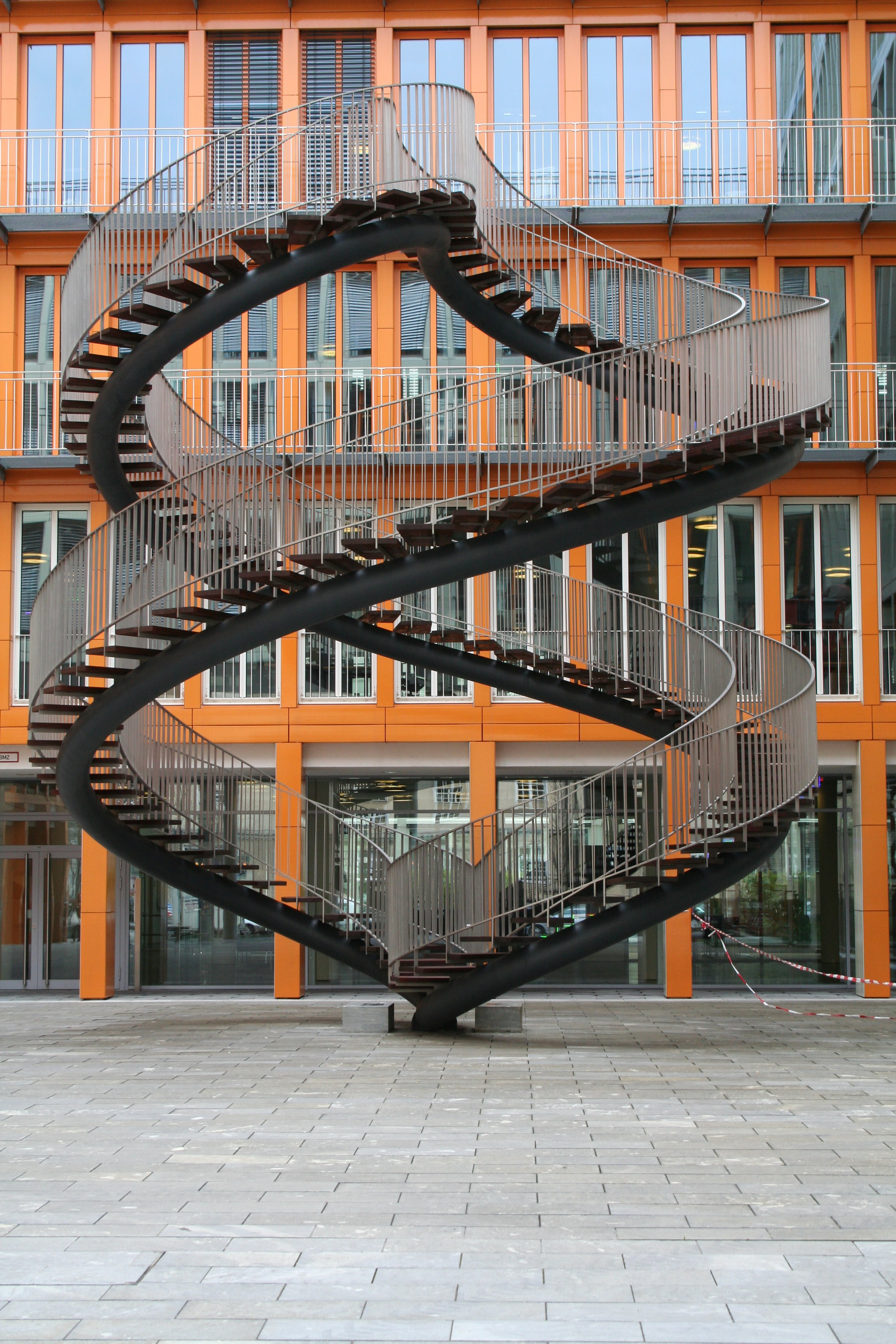
Бесконечная лестница в КПМГ, Мюнхен, Германия
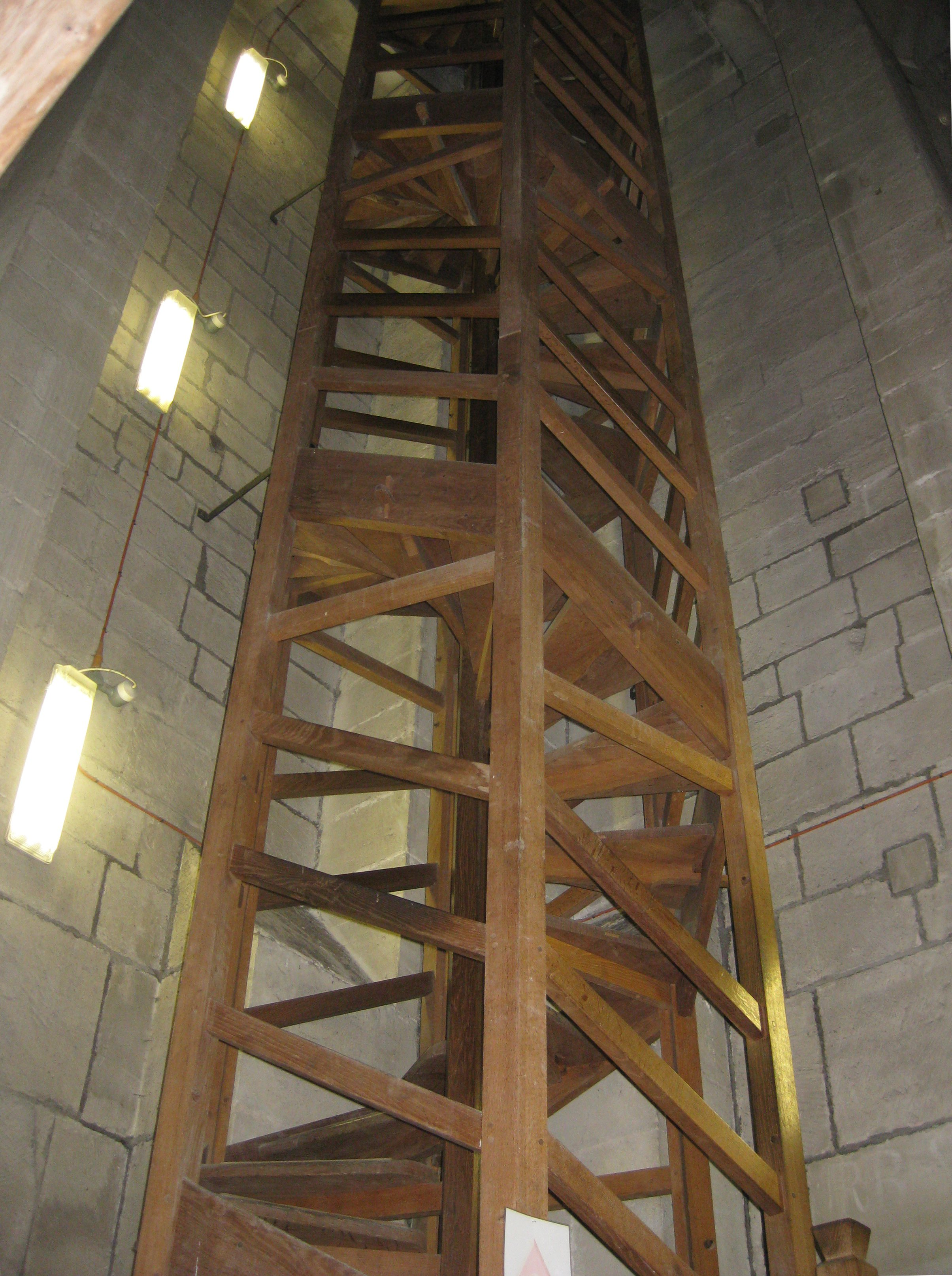
Деревянная винтовая лестница в башне Солсберийского собора, Англия
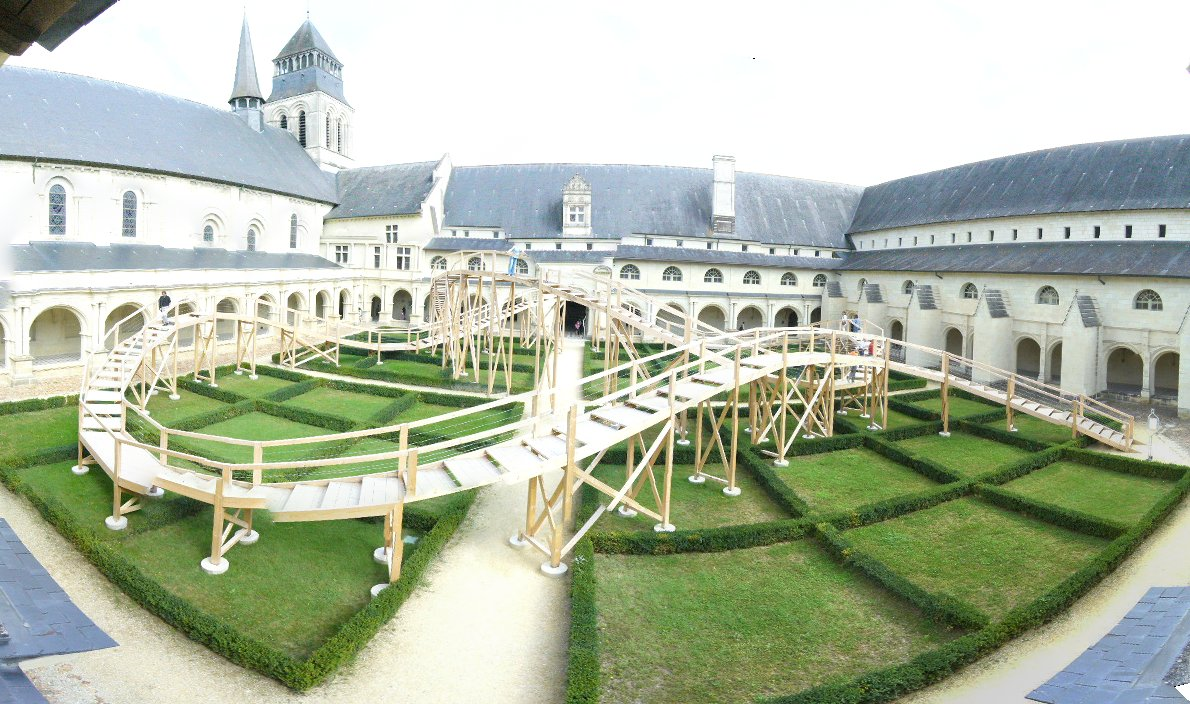
Лестница и скульптура в аббатстве Фонтевро
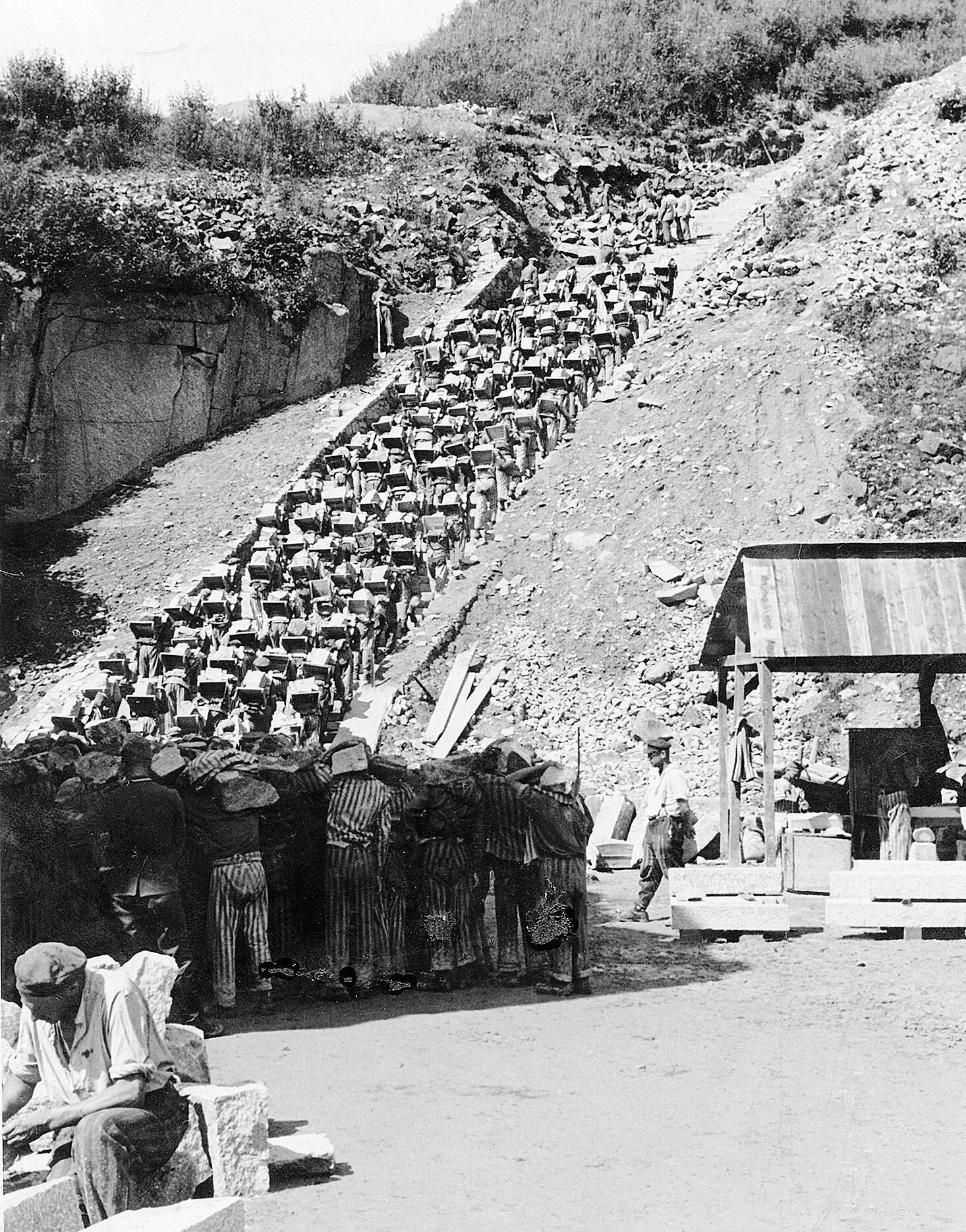
Лестница концлагеря смерти Маутхаузен, заключенные в карьере
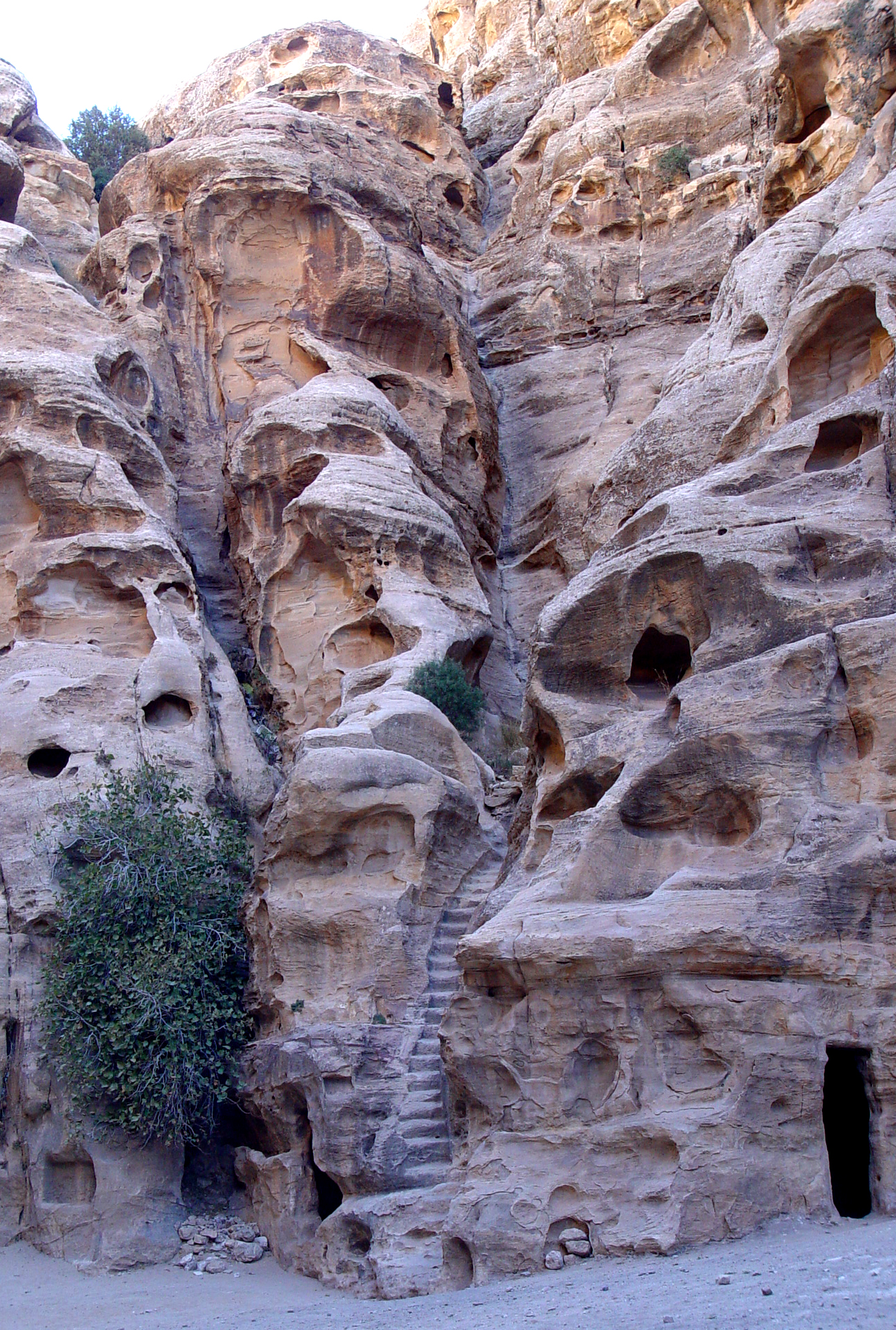
Набатейская лестница в Бейде («Малая Петра»), Иордания
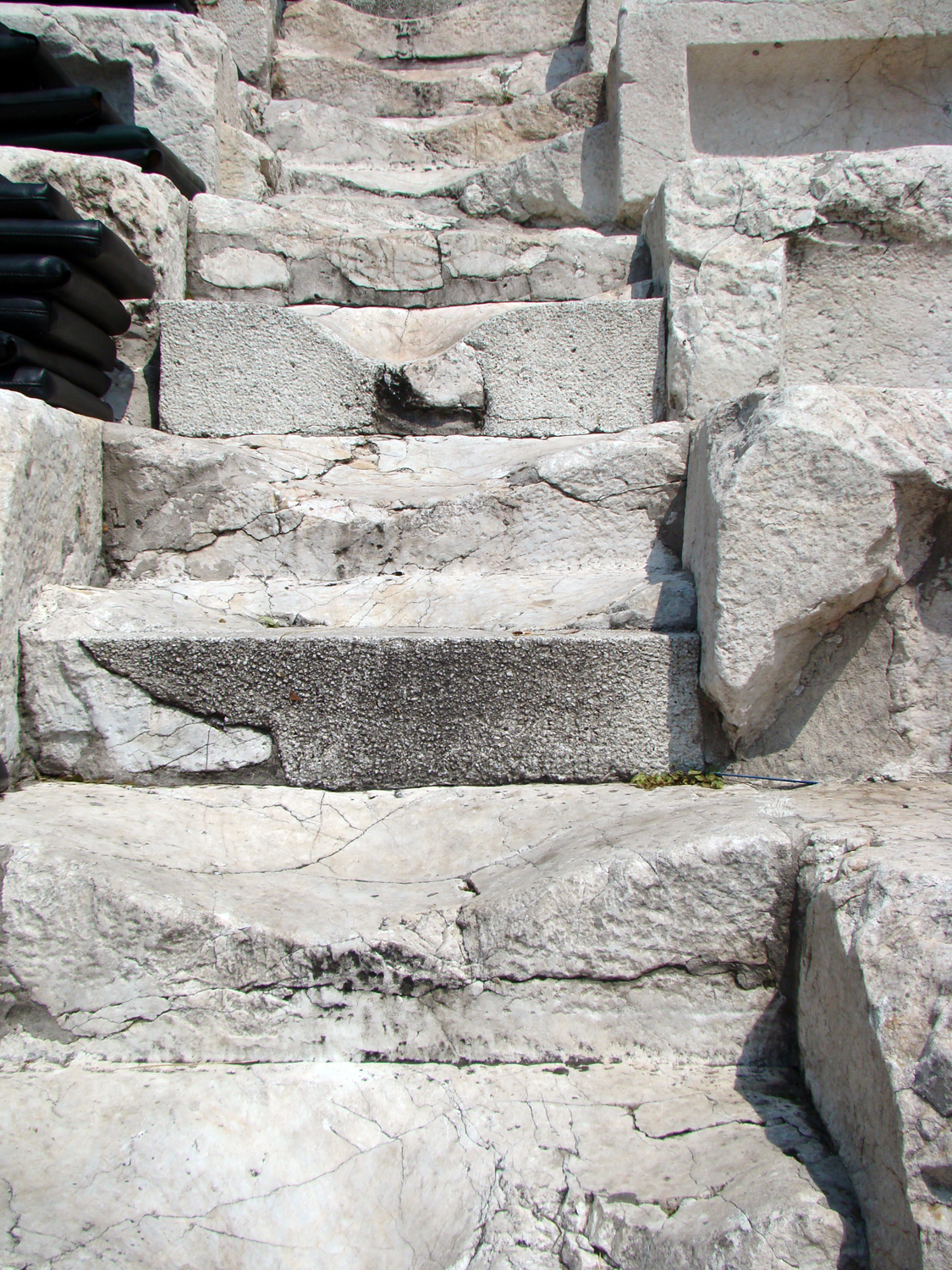
Изношенная лестница римского амфитеатра Пловдива, прошедшая многократный ремонт
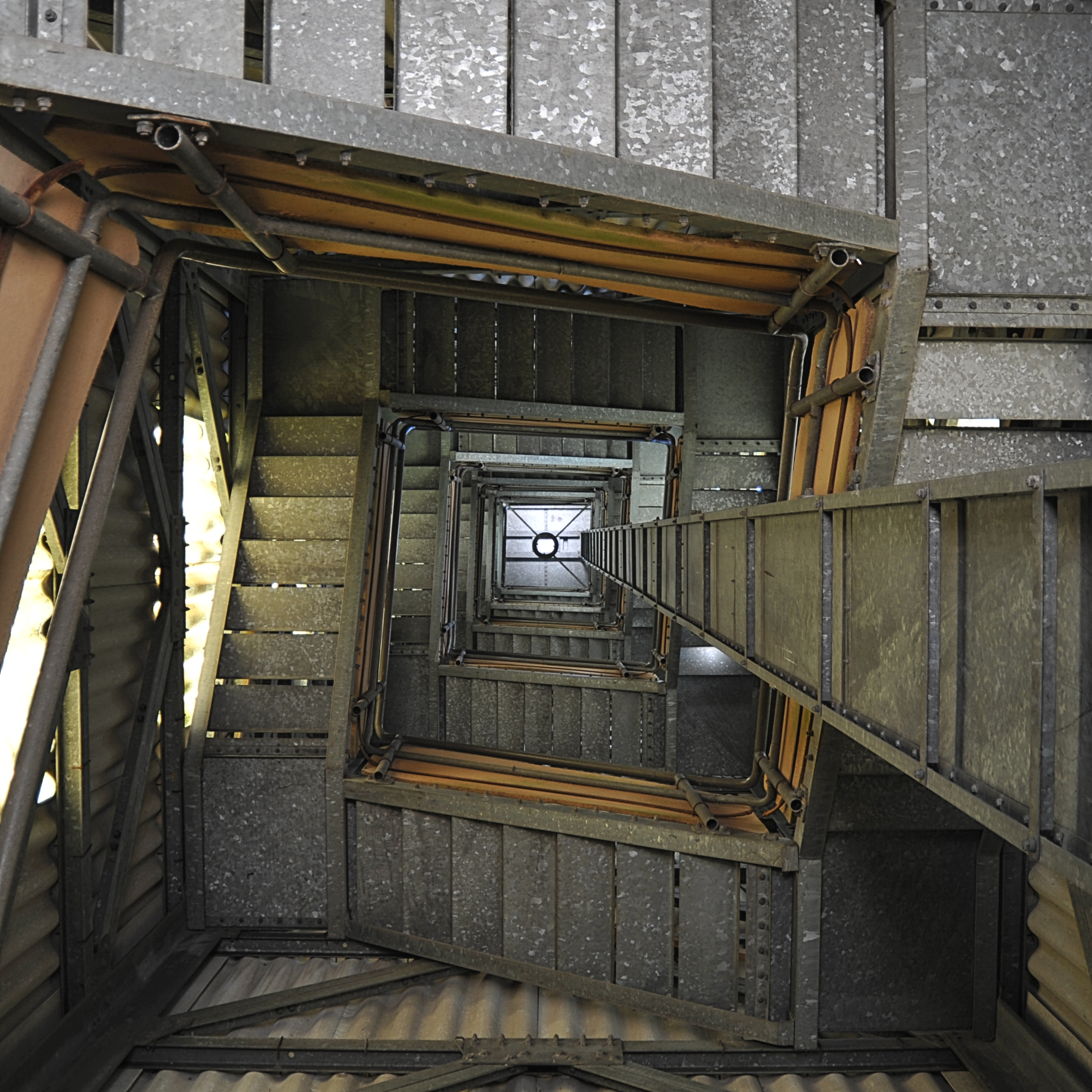
Квадратная стальная лестница в немецкой смотровой башне Клаузентурм
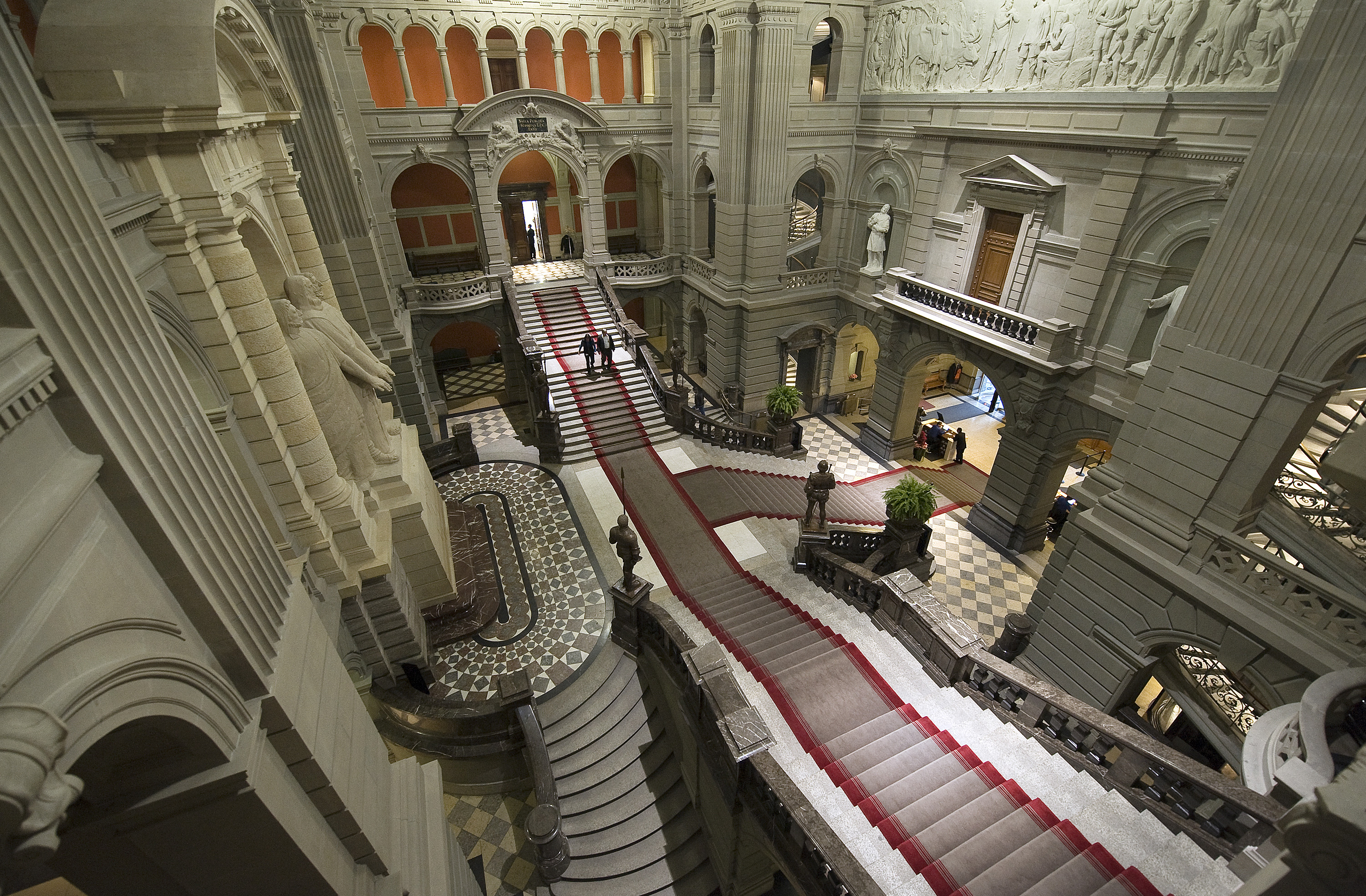
Несколько лестниц в Федеральном дворце Швейцарии
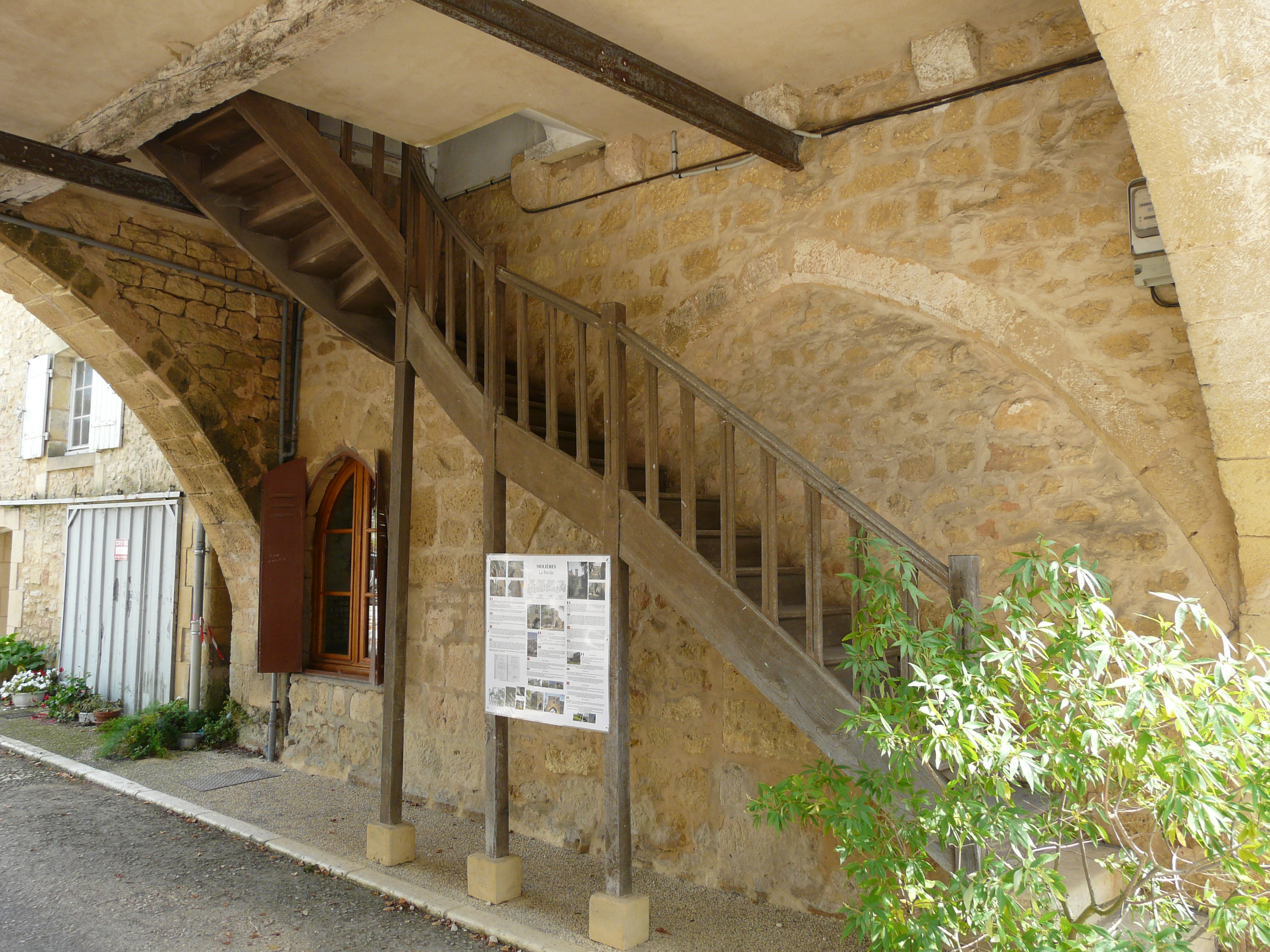
Деревянная лестница в Мольере, Франция
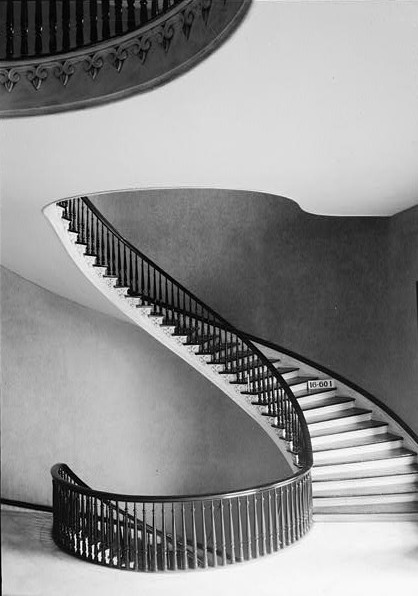
Винтовая лестница в Капитолии штата Алабама
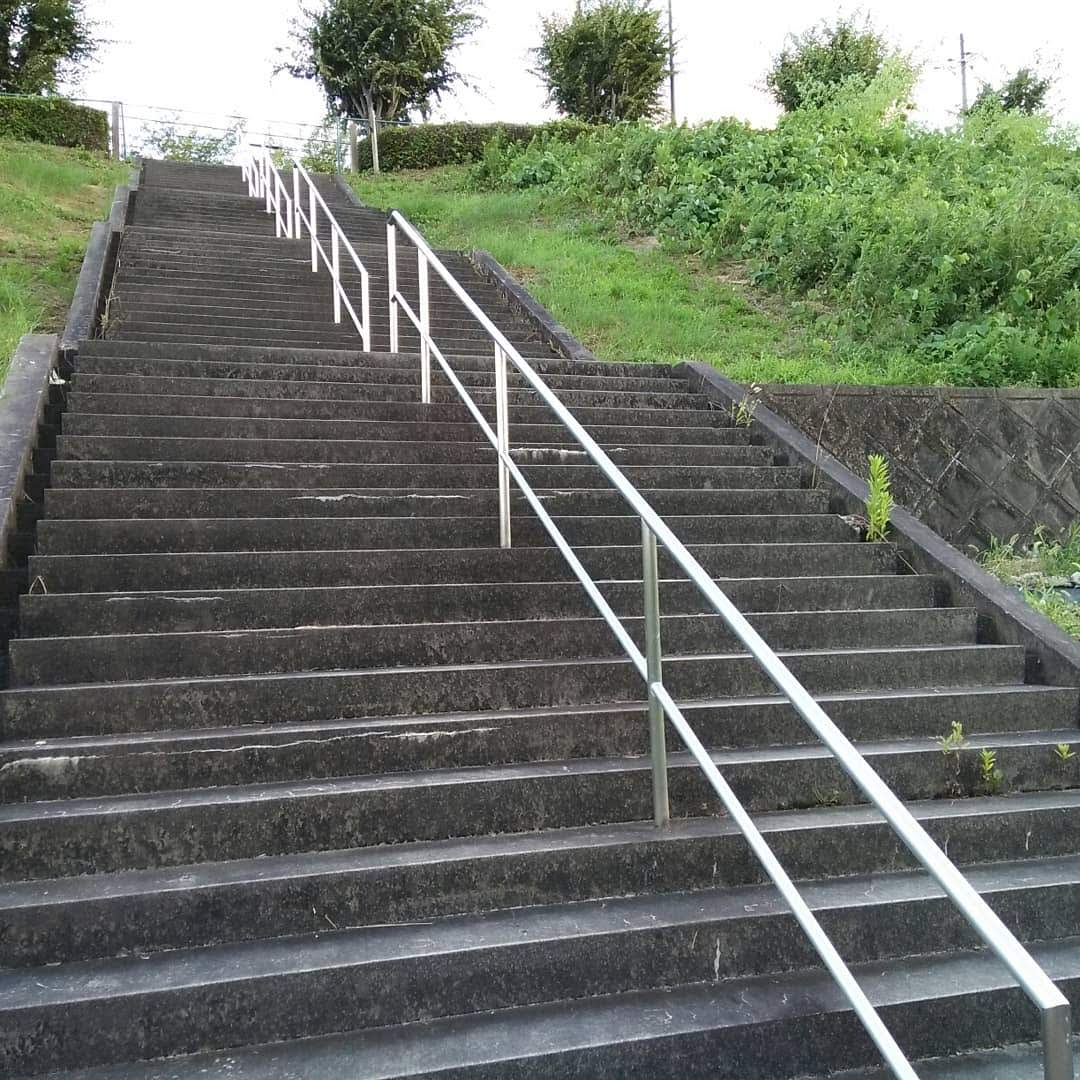
Лестница в Икома, Япония
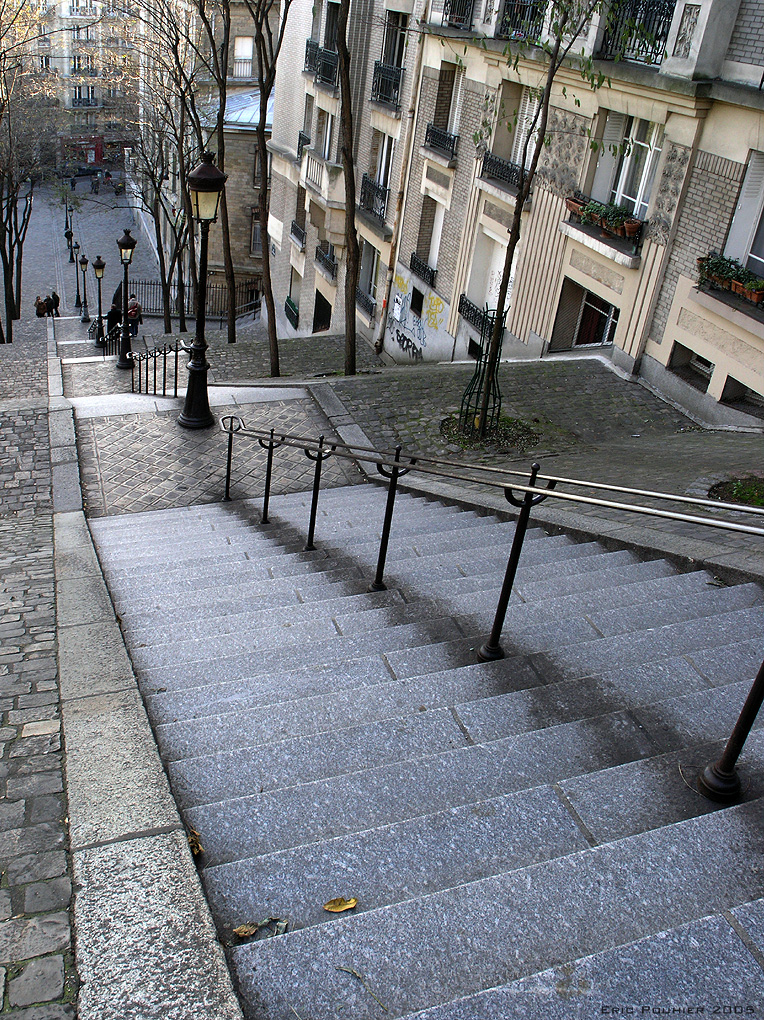
Улица Фойатье в Монмартре, Париж
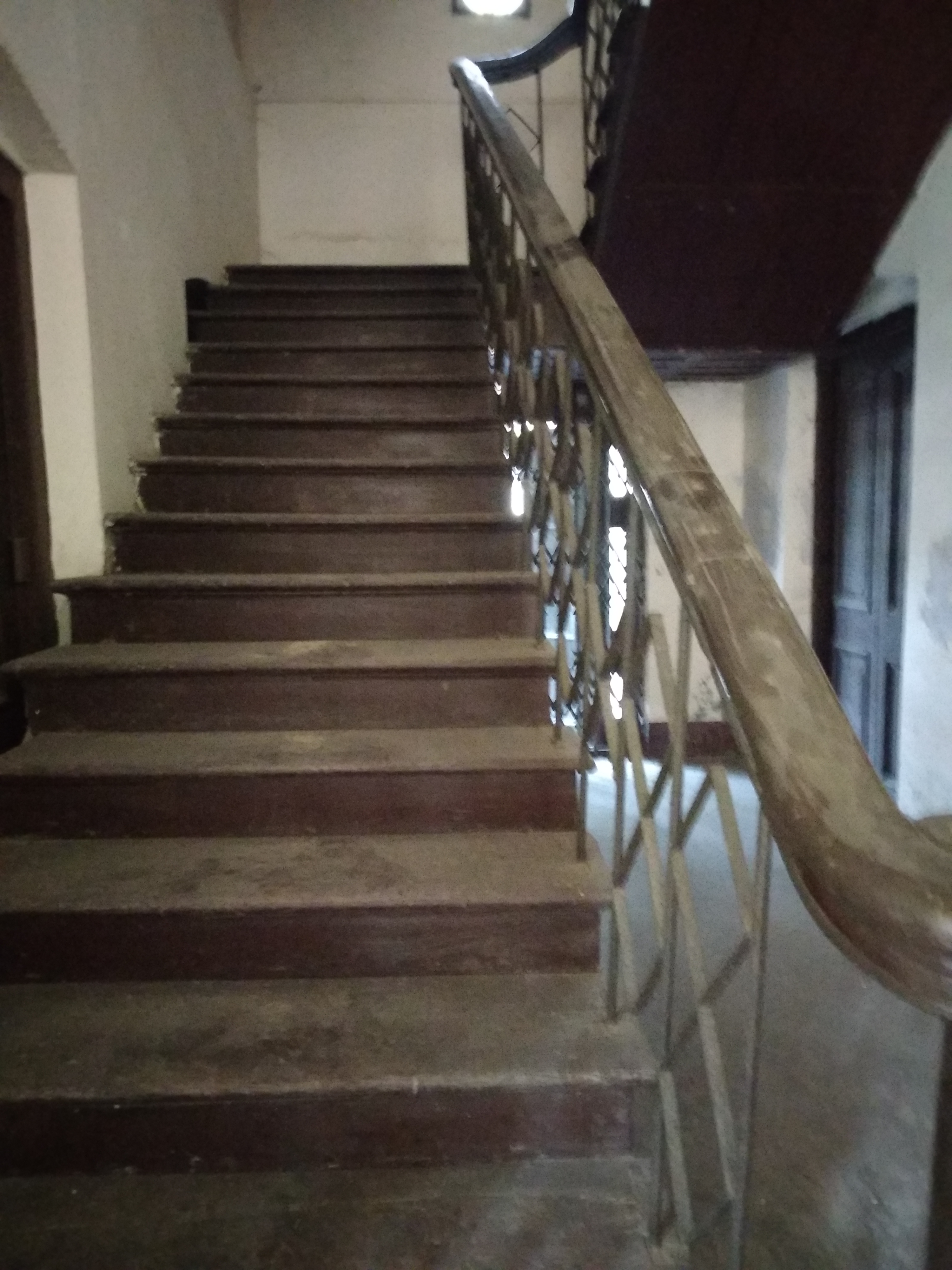
200-летняя деревянная лестница дворца помещиков Таджхат
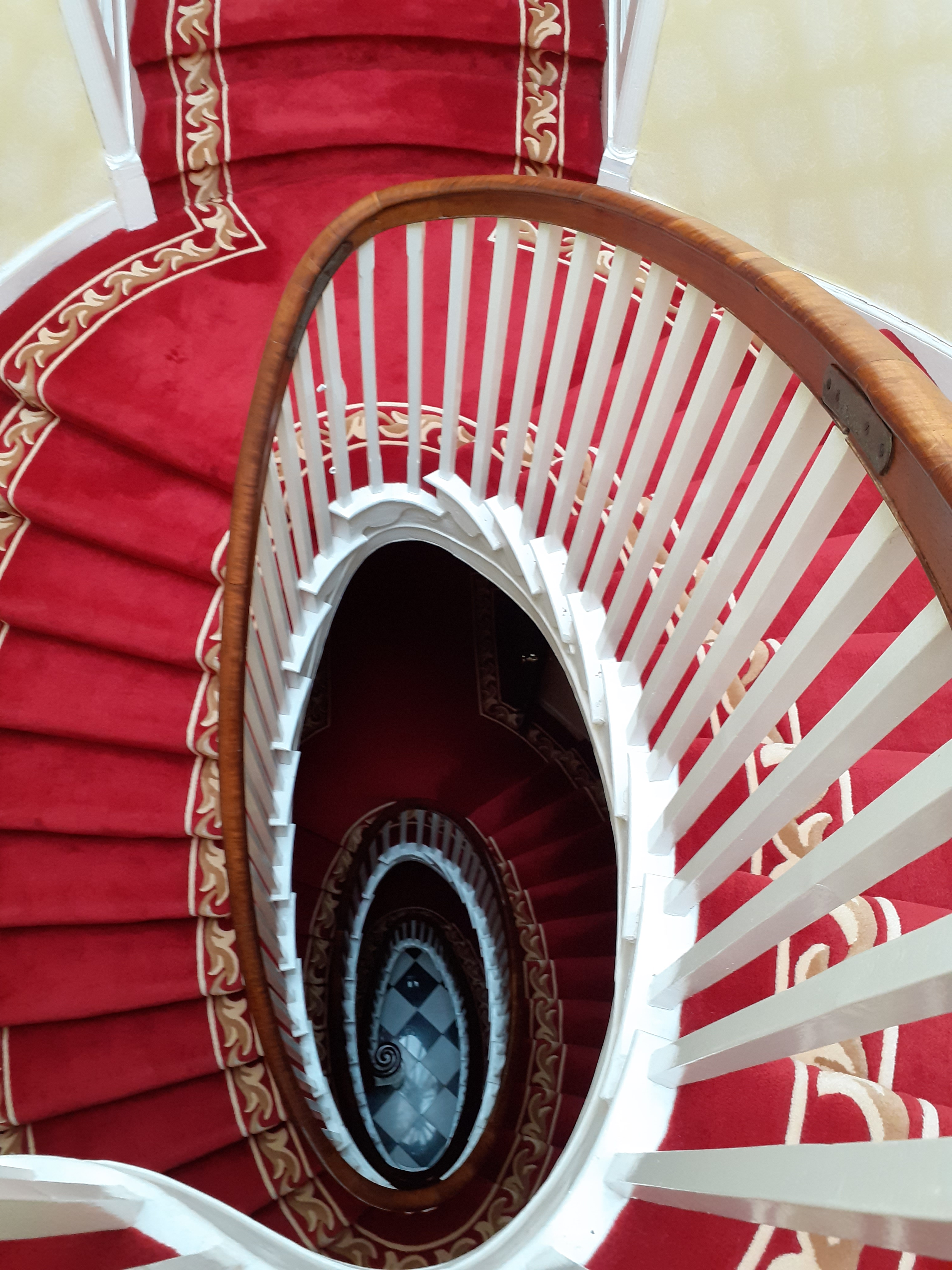
Георгианская лестница в Дублине, Ирландия
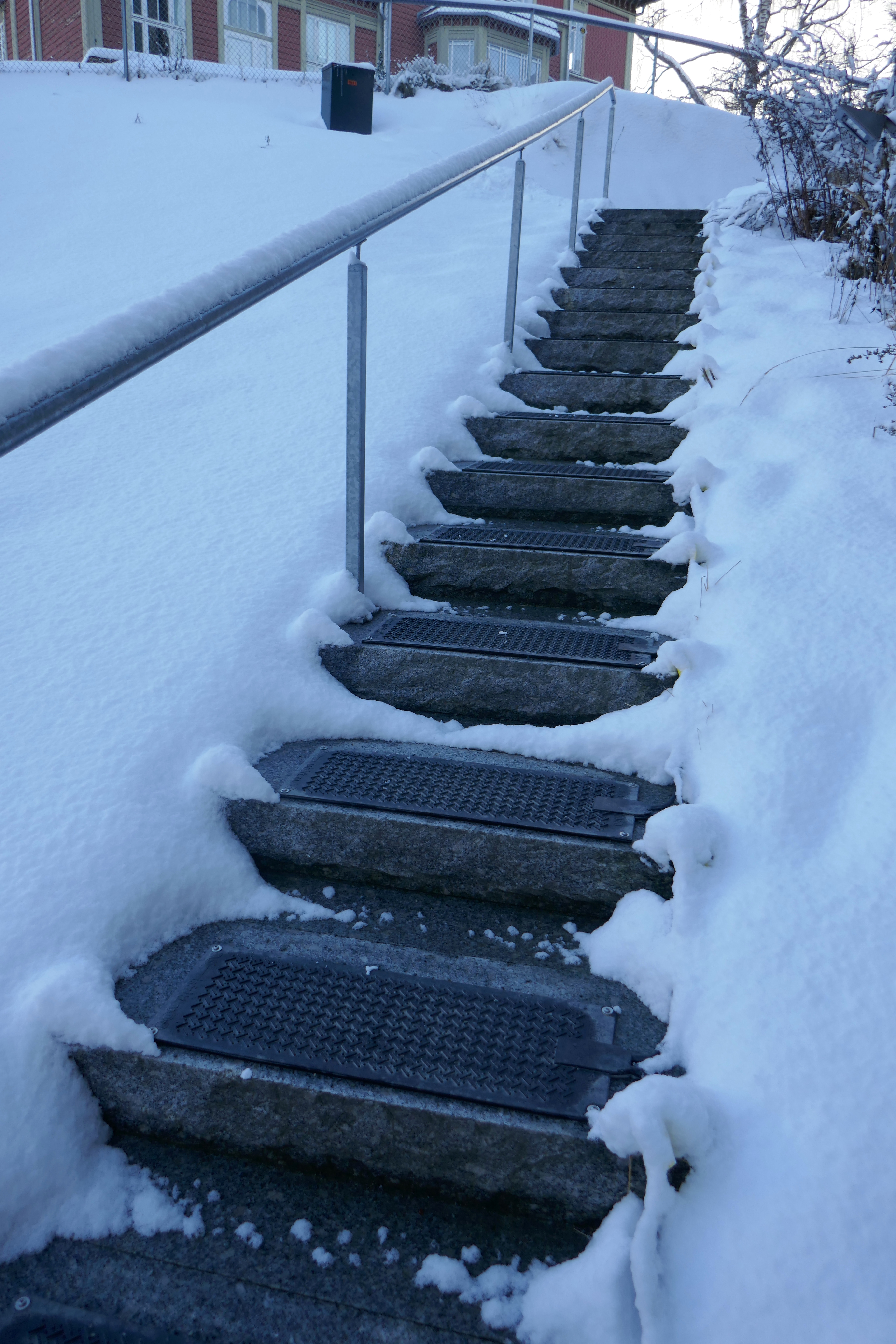
Подогревающаяся лестница в Тронхейме, Норвегия
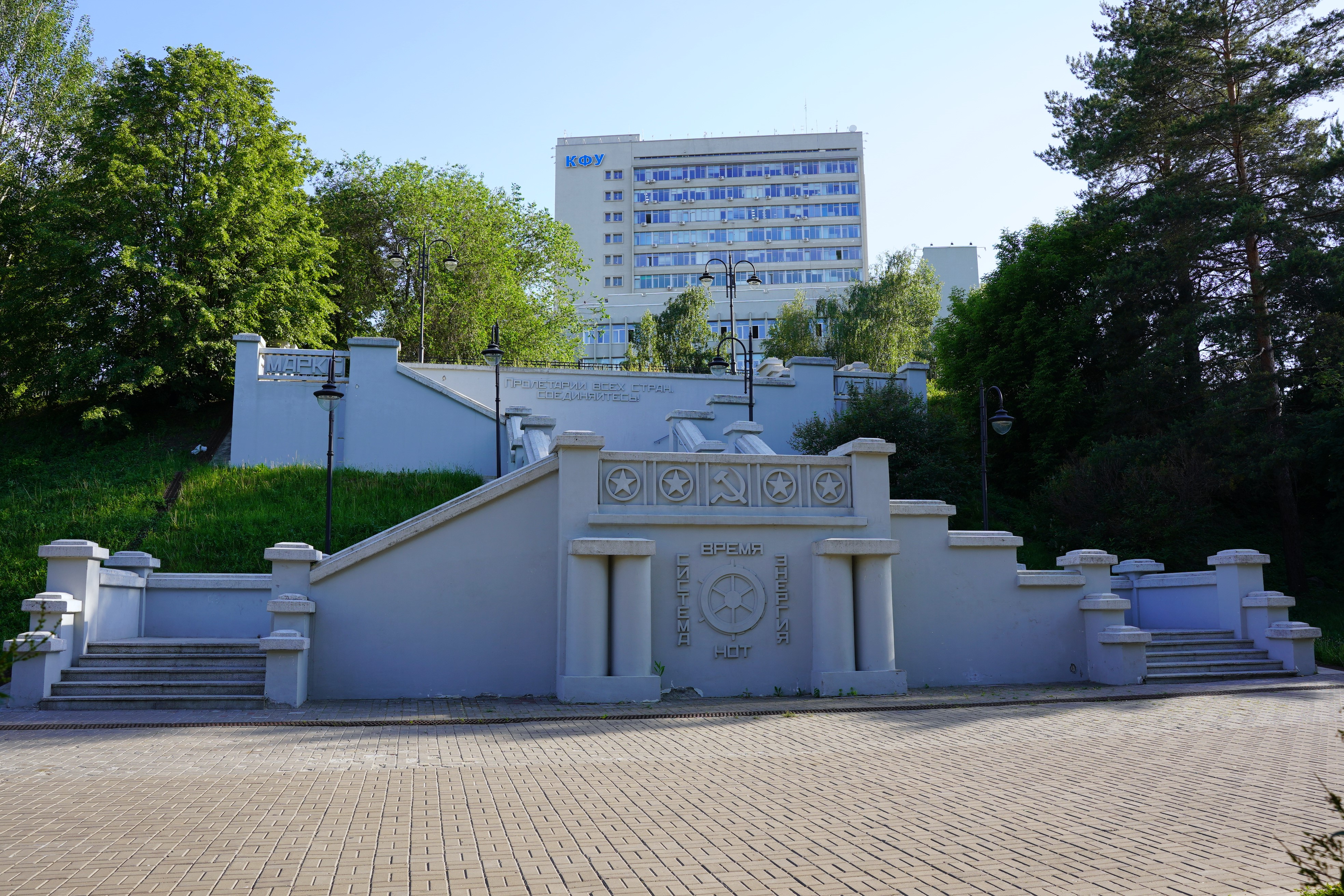
Лестница в Ленинском саду в Казани 1924 года

## Известные лестницы
- Потёмкинская лестница в Одессе.
- Испанская лестница в Риме.
- Недвижимая лестница в Иерусалиме.